# فهرست خودروهای برقی
در اینجا فهرستی از خودروهای تمام برقی آورده شده‌است که بر پایه میزان سرعت به سه دسته کم سرعت (خودرو محلی)، خودروی شهری، خودرو قابل تردد در بزرگراه و خودرو مسابقه‌ای تقسیم می‌شوند.

## خودرو برقی کم سرعت
خودروهای کم سرعت و اقتصادی با بیشینه سرعت ۶۰ کیلومتر بر ساعت یا کمتر.
| مدل               | بیشینه سرعت | گنجایش (بزرگسالان) | مدت شارژ           | کرانه اسمی            | تاریخ عرضه                                                                                   |
| ----------------- | ----------- | ------------------ | ------------------ | --------------------- | -------------------------------------------------------------------------------------------- |
| دیناستی آی‌تی      | ۴۰km/h      | ۲/۴                | ۶ ساعت.            | ۵۰ کیلومتر            | آوریل ۲۰۰۱.                                                                                  |
| هامر الکتریک      | ۶۵km/h      | ۲                  | ۸ ساعت (شارژ کامل) | ۷۰–۹۰ کیلومتر         | تولید شده توسط Prindiville. خودرو هامر الکتریک یکی از محصولات رسمی جنرال موتورز است.         |
| GEM Car           | ۴۰km/h      | ۲/۴/۶              | ۶–۸ ساعت.          | ۴۸ کیلومتر (۳۰ مایل)  | آوریل ۱۹۹۸.                                                                                  |
| هامر اچ‌ایکس       |             | ۲                  | ۸ ساعت (شارژ کامل) | ۷۰–۹۰ کیلومتر         | تولید شده توسط My Electric Vehicle. خودرو هامر الکتریک یکی از محصولات رسمی جنرال موتورز است. |
| اُکا ان‌ئی‌وی زدئی‌وی | ۴۰km/h      | ۲                  | ۸ ساعت.            |                       | ۱۹۸۷.                                                                                        |
| کارنت             | ۴۰km/h      | ۲                  | ۸ ساعت.            | ۶۰ کیلومتر (۳۷ مایل)  | ۱۹۸۷.                                                                                        |
| زد-ئی-وی          | ۵۰km/h      | ۲                  | تا ۱۰ ساعت.        | ۱۲۰ کیلومتر (۷۵ مایل) | سه‌ماهه دوم 2007.                                                                             |

## خودرو برقی شهری
خودروهای شهری با بیشینه سرعت ۱۰۰ km/h یا کمتر.
| مدل                | بیشینه سرعت | گنجایش (بزرگسالان) | مدت شارژ                                | کرانه اسمی      | تاریخ عرضه |
| ------------------ | ----------- | ------------------ | --------------------------------------- | --------------- | --- |
| بادی (خودروی برقی) | ۸۰km/h      | 3                  | 6–8 hours.                              | ۴۰–۸۰ کیلومتر   | ژانویه ۲۰۱۰ |
| سیتروئن سی۱        | {{97km/h    | 4                  | 6–7 hours                               | ۱۰۰–۱۱۰ کیلومتر | ۳۰ آوریل ۲۰۰۹ تنها بریتانیا |
| سیتی ئی۱           | 63km/h      | ۱                  | ۸ ساعت شارژ کامل                        | ۸۰–۹۰ کیلومتر   | نخستین ساخت در دانمارک از سال ۱۹۸۷ تحت عنوان "Mini-el" تا سال ۱۹۹۲. تولید گونه نو آن در سال ۱۹۹۵ توسط یک کمپانی آلمانی آغاز شد. |
| میا الکتریک        | ۱۰۰km/h     | ۱ تا ۴ بزرگسال     | ۳ تا ۵ ساعت هنگامی که در خانه شارژ شود. | ۱۲۵کیلومتر      | در دسترس در بلژیک، هلند، لوکزامبورگ، آلمان، ایتالیا، فرانسه، بریتانیا، نروژ، جمهوری چک، آفریقای جنوبی و مکزیک.                  |
| ئی‌یو               | ۶۴km/h      | ۲                  | ۵ تا ۸ ساعت                             | ۶۴–۱۱۰ کیلومتر  | |
| نایس مگا سیتی      | 64km/h      | ۴                  | 8 hours.                                | ۹۶ کیلومتر      | اکتبر ۲۰۰۶. |
| کیو بک             | ۹۰km/h      | ۴ بزرگسال          | ۸ ساعت                                  | ۲۵۰کیلومتر      | در دسترس در دانمارک هم اکنون.                                                                                                   |
| Stevens Zecar      | 90km/h      | ۵                  | ۶–۸ ساعت.                               | ۸۰ کیلومتر      | مارس ۲۰۰۸. |

## خودرو برقی بزرگراه
خودروهای جاده‌ای با بیشینه سرعت ۱۰۵کیلومتر بر ساعت
| مدل                         | بیشینه سرعت                                     | شتاب                                                 | گنجایش بزرگسال+کودکان                | مدت شارژ | کرانه اسمی                                                         | تاریخ عرضه |
| --------------------------- | ----------------------------------------------- | ---------------------------------------------------- | ------------------------------------ | --- | ------------------------------------------------------------------ | --- |
| بی‌ئی‌وی الکترون              | ۱۱۰km/h                                         | ۰–۱۰۰km/h در ۷ ثانیه.                                | ۵ بزرگسال                            | ۹ ساعت با شارژر سرخود. ۱٫۵ ساعت با شارژرهای بیرونی. | ۱۲۰ کیلومتر                                                        | در دسترس تنها در استرالیا. |
| ب‌ام‌و آی۳                    | ۱۵۰km/h                                         | ۰–۱۰۰km/h در کمتر از ۸ ثانیه                         | ۴ بزرگسال                            | ۴ ساعت با شارژر ۲۴۰ ولت یا ۳۰ دقیقه با شارژرهای ولتاژ بالای عمومی. (از ۰ تا ۸۰٪)                                                                                                 | ۱۳۰ تا ۱۶۰ کیلومتر                                                 | عرضه در اروپا در ۲۰۱۳. نوع بنزینی این خودرو، گزینه‌ای دارد به نام گستراننده گنجایش برای افزایش گنجایش آن از ۲۴۰ به |
| بی‌ام‌و بریلیانس              | ۱۳۰km/h                                         |                                                      |                                      | | ۱۵۰ کیلومتر                                                        | عرضه شده در چین اوایل ۲۰۱۴. |
| بی‌وای‌دی ئی۶                 | 140km/h                                         | ۰–100km/h در <۸ ثانیه                                | ۵ بزرگسال                            | | ۳۰۰ کلومتر                                                         | آزمایش آن به عنوان خودرور تاکسی در شنژن، چین در مه ۲۰۱۰ آغاز شد. |
| چری کیوکیو                  |                                                 |                                                      |                                      | |                                                                    | عرضه شده در چین در مارس ۲۰۱۰ |
| شورلت اسپارک                |                                                 |                                                      |                                      | | ۱۳۲ کیلومتر (۸۲ مایل)                                              | نخستین خودرو کاملاً برقی از جنرال موتورز پس از جی ای آی. نخست در کالیفورنیا و اورگان در تعداد محدودی در ژوئن ۲۰۱۳ عرضه شد. |
| پژو یون                     | 130km/h                                         | ۰–100km/h در ۱۵٫۹ ثانیه.                             | ۴ بزرگسال                            | ۷ ساعت شارژ خانگی و ۳۰ دقیقه وقتی که از شارژرهای بیرونی با ولتاژ بالا شارژ شود.                                                                                                  | ۱۵۰ کیلومتر                                                        | در دسترس در اروپا. |
| فیات ۵۰۰ (۲۰۰۷)             | ۱۴۲ کیلومتر بر ساعت (۸۸ مایل بر ساعت)           | ۰-100km/h در ۸٫۵ ثانیه.                              |                                      | | ۱۴۰ کیلومتر (۸۷ مایل)                                              | در دسترس تنها در کالیفرنیا |
| فورد فوکوس بی‌ای‌وی           | 135km/h                                         | ۰–97km/h در ۱۰٫۲ ثانیه.                              | ۵ بزرگسال                            | ۱۸ تا ۲۰ ساعت شارژ با شارژرهای ۱۲۰ ولتی و ۳ تا ۴ ساعت هنگام شارژ با شارژرهای ۲۴۰ ولتی.                                                                                           | 122km                                                              | در دسترس در ایالات متحده از دسامبر ۲۰۱۱; در دسترس در اروپا از اوت ۲۰۱۳. |
| هوندا فیت                   | 148km/h                                         | ۰-۹۷ کیلومتر بر ساعت (۶۰ مایل بر ساعت) در ۹٫۵ ثانیه. |                                      | | ۱۳۲ کیلومتر                                                        | |
| جی‌ای‌سی                      |                                                 |                                                      |                                      | |                                                                    | عرضه شده در چین در ۲۰۱۰ |
| کیا سول                     |                                                 |                                                      |                                      | | ۱۵۰ کیلومتر (۹۳ مایل) EPA, ۱۳۰ تا ۱۹۰ کیلومتر (۸۱ تا ۱۱۸ مایل) Kia | ۲۰۱۴ |
| لایتنینگ جی‌تی               | 200km/h                                         | ۰–100km/h در <۵ ثانیه.                               | ۲ بزرگسال                            | زیر یک ساعت. | ۲۴۰ کیلومتر                                                        | ۲۰۱۳ |
| میا الکتریک                 | 100km/h                                         |                                                      | ۱ تا ۴ بزرگسال                       | ۳ تا ۵ ساعت با شارژرهای خانگی. | ۱۲۵ کیلومتر                                                        | در دسترس در بلژیک، هلند، لوکزامبورگ، آلمان، ایتالیا، فرانسه، بریتانیا، نروژ، جمهوری چک، آفریقای جنوبی و مکزیک. |
| پژو یون                     | 130km/h                                         |                                                      | ۴ بزرگسال                            | ۷ تا ۱۴ ساعت با شارژرهای خانگی، بسته به نوع سامانه برق رسانی و ۳۰ دقیقه با شارژرهای شارژ سریع. (۸۰٪ شارژ شده)                                                                    | ۱۷۰ کیلومتر (۱۰۶ مایل)                                             | عرضه شده در ژاپن در ژوئیه ۲۰۰۹. در دسترس در ژاپن، هنگ کنگ، استرالیا، اروپا، ایالات متحده، کانادا و تعدادی از کشورهای آمریکای لاتین. تا تاریخ ژوئیه ۲۰۱۴، فروش جهانی به تعداد ۳۲٬۰۰۰ دستگاه، گونه‌های دوباره طراحی شده پژو آیون و پژو سیتروئن سی زیرو که در اروپا به فروش رسیدند. |
| Morgan Plus E               | 185km/h                                         | ۰–100km/h در ۶ ثانیه.                                | ۲ بزرگسال                            | |                                                                    | |
| نیسان لیف مدل ۲۰۱۱/۲۰۱۲     | 150km/h                                         |                                                      | ۵ بزرگسال                            | تا ۲۰ ساعت با شارژرهای ۱۱۰ و ۱۲۰ ولت و تا ۸ ساعت با شارژرهای ۲۲۰ و ۲۴۰ ولت؛ تا ۳۰ دقیقه با شارژرهای سریع ۴۴۰ ولتی. (تا ۸۰٪ حجم باتری)                                            | 117km (EPA) / 175km (NEDC)                                         | عرضه شده در ایالات متحده و ژاپن در دسامبر ۲۰۱۰ و در دسترس در ۳۵ کشور. این خودرو با فروش جهانی ۱۲۵٬۰۰۰ دستگاه تا ژوئیه ۲۰۱۴، پرفروش‌ترین خودرو برقی دنیا است. |
| نیسان لیف مدل ۲۰۱۳          | 150km/h                                         |                                                      | ۵ بزرگسال                            | تا ۲۰ ساعت هنگامی که با شارژر ۱۱۰/۱۲۰ ولتی شارژ شود؛ ۸ ساعت هنگامی که با شارژر ۲۲۰/۲۴۰ ولت شارژ شود و ۳۰ دقیقه هنگامی که با شارژر شارژ سریع ۴۴۰ ولت شارژ شود. (تا ۸۰٪ حجم باتری) | ۱۲۱ کیلومتر (۷۵ مایل) EPA / ۲۰۰ کیلومتر (۱۲۰ مایل) (NEDC)          | عرضه شده در ایالات متحده و ژاپن در دسامبر ۲۰۱۰ و در دسترس در ۳۵ کشور. این خودرو با فروش جهانی ۱۲۵٬۰۰۰ دستگاه تا ژوئیه ۲۰۱۴، پرفروش‌ترین خودرو برقی دنیا است. |
| رنو فلوئنس زدئی             | 135km/h, به لحاظ الکترونیکی، دارای محدودیت است. |                                                      | ۵ بزرگسال                            | تعویض باتری در هر ۵ دقیقه. | ۱۳۵ کیلومتر (۸۴ مایل) + 15 کیلومتر اضافه                           | عرضه شده در فرانسه در ۲۰۱۰، اسرائیل در ژانویه ۲۰۱۲، بریتانیا در ژانویه ۲۰۱۲ و ترکیه در مه ۲۰۱۲. |
| رنو زوئی                    | 135km/h, به لحاظ الکترونیکی، دارای محدودیت است. | ۰–100km/h, در ۱۳٫۵ ثانیه                             | ۵ بزرگسال                            | ۶ تا ۹ ساعت با ۵/۳ کیلو وات و ۳۰ دقیقه با ۴۳ کیلو وات. (80 %) | ۲۱۰ کیلومتر                                                        | عرضه شده در فرانسه در دسامبر ۲۰۱۲ |
| اسمارت فورتوی برقی نسل نخست | 120km/h                                         |                                                      | ۲                                    | ۴ ساعت (۸۰٪), ۸ ساعت (۱۰۰٪) | ۱۱۰ کیلومتر                                                        | عرضه شده در سال ۲۰۰۷ در لندن (نخست برای کارکنان شرکت اسمارت) |
| اسمارت فورتوی برقی نسل دوم  | 110km/h                                         | ۰–60km/h در ۶٫۵ ثانیه                                | ۲                                    | ۳ ساعت (۲۰٪ تا۸۰٪) | ۱۳۵ کیلومتر                                                        | ۲۰۰۹، در ۱۸ کشور اروپایی |
| اسمارت فورتوی برقی نسل سوم  | 125km/h                                         | ۰–۱۰۰km/h در ۱۱٫۵ ثانیه؛ ۰–۶۰km/h در ۵ ثانیه         | ۲                                    | | ۱۴۵ کیلومتر                                                        | ۲۰۱۳، در اروپا و آمریکا |
| تسلا مدل اس                 | ۲۱۴ کیلومتر بر ساعت (۱۳۳ مایل بر ساعت)          | ۰–۱۰۰km/h در ۴٫۲ ثانیه                               | ۵ بزرگسال + ۲ کودک (در صورت درخواست) | تعویض باتری در ۱٫۵ دقیقه؛ 50% in about 20 minutes by Tesla Superchargers | ۴۲۶ کیلومتر (۲۶۵ مایل) (EPA) ۴۸۳ کیلومتر (۳۰۰ مایل) (Tesla Motors) | در دسترس در آمریکا، کانادا، اروپا، چین و هنگ کنگ. تا تاریخ ژوئن ۲۰۱۴، کلاً ۳۹٬۱۶۳ دستگاه به فروش رسیده‌است. |
| تسلا مدل اس                 | ۲۰۱ کیلومتر بر ساعت (۱۲۵ مایل بر ساعت)          | ۰–۱۰۰km/h در ۵٫۶ ثانیه                               | ۵ بزرگسال + ۲ کودک (در صورت درخواست) | تعویض باتری در ۱٫۵ دقیقه؛ 50% in about 20 minutes by Tesla Superchargers | ۴۲۶ کیلومتر (۲۶۵ مایل) (EPA) ۴۸۳ کیلومتر (۳۰۰ مایل) (Tesla Motors) | در دسترس در آمریکا، کانادا، اروپا، چین و هنگ کنگ. تا تاریخ ژوئن ۲۰۱۴، کلاً ۳۹٬۱۶۳ دستگاه به فروش رسیده‌است. |
| تسلا مدل اس                 | ۱۹۳ کیلومتر بر ساعت (۱۲۰ مایل بر ساعت)          | ۰–۱۰۰km/h در ۵٫۹ ثانیه                               | ۵ بزرگسال + ۲ کودک (در صورت درخواست) | تعویض باتری در ۱٫۵ دقیقه؛ 50% in about 20 minutes by Tesla Superchargers | ۳۳۵ کیلومتر (۲۰۸ مایل) (EPA) ۳۷۰ کیلومتر (۲۳۰ مایل) (Tesla Motors) | در دسترس در آمریکا، کانادا، اروپا، چین و هنگ کنگ. تا تاریخ ژوئن ۲۰۱۴، در کل، ۳۹٬۱۶۳ دستگاه از این خودرو به دست خریداران رسیده‌است. |
| ونتوری فتیش                 | {{200km/h                                       | ۰–۱۰۰km/h در ۴ ثانیه.                                | ۲ بزرگسال                            | ۳ ساعت با شارژرهای عمومی ولتاژ بالا و ۸ ساعت با شارژر سرخود. | ۳۴۰ کیلومتر                                                        | ۲۰۰۶ تا کنون |
| فولکس‌واگن ئی‌گلف             | ۱۴۵km/h                                         |                                                      | ۵ بزرگسال                            | ۲٫۳ کلیو وات با پریز ۲۳۰ ولتی، ۳٫۶ کیلو وات با با شارژر خانگی و ۴۰ کیلو وات با اتصال به یک ایستگاه شارژ سریع.                                                                    | ۱۹۰ کیلومتر                                                        | عرضه شده در اروپا در ۲۰۱۴ |
| فولکس‌واگن آپ!               | ۱۳۰km/h                                         |                                                      | ۴ بزرگسال                            | ۲٫۳ کلیو وات با پریز ۲۳۰ ولتی، ۳٫۶ کیلو وات با با شارژر خانگی و ۴۰ کیلو وات با اتصال به یک ایستگاه شارژ سریع.                                                                    | ۱۶۰ کیلومتر (۹۹ مایل)                                              | عرضه شده در اروپا در اکتبر ۲۰۱۳ |

## خوردو برقی مسابقه‌ای
خودروهای برقی مسابقه‌ای با بیشینه سرعت ۲۰۰ km/h
| مدل                                       | بیشینه سرعت                            | شتاب                                                    | گنجایش بزرگسالان+کودکان | نیرو                                                                         | کرانه اسمی             | تاریخ عرضه                                                         |
| ----------------------------------------- | -------------------------------------- | ------------------------------------------------------- | ----------------------- | ---------------------------------------------------------------------------- | ---------------------- | ------------------------------------------------------------------ |
| Aptima eCobra                             | بیش از ۲۴۰ کیلووات (۱۷۶٫۵اسب بخار)     | ۰–۱۰۰ km/h در ۳٫۹ ثانیه.                                | ۲ بزرگسال               | ۲۶۳ وات                                                                      | ۲۴۲ کیلومتر            | Available in street rod racing conversions only.                   |
| Detroit Electric SP:01                    | ۲۴۹ km/h                               | ۰–۱۰۰ km/h در ۳٫۷ ثانیه                                 | ۲ بزرگسال               | 150 kW (200 bhp)                                                             | ۳۰۰ کیلومتر            | ۲۰۱۴                                                               |
| Li-ion Inizio R - Rally                   | 209 km/h                               | ۰–۱۰۰ km/h در ۵٫۹ ثانیه                                 | ۲ بزرگسال               |                                                                              | ۲۴۰ کیلومتر            |                                                                    |
| Li-ion Inizio RT - Rally Touring          | ۲۱۲ km/h                               | ۰–۱۰۰ km/h در ۷٫۱ ثانیه                                 | ۲ بزرگسال               |                                                                              | ۴۰۰ کیلومتر            |                                                                    |
| Li-ion Inizio RTX - Rally Touring Extreme | ۲۷۳ km/h                               | ۰–۱۰۰ km/h در ۳٫۴ ثانیه                                 | ۲ بزرگسال               |                                                                              | ۳۲۰ کیلومتر            |                                                                    |
| Lola-Drayson B12/69EV                     | ۳۲۰ km/h                               | ۰–۱۰۰ km/h در ۳ ثانیه                                   | single-seater           | ۶۳۰ کیلووات (۸۵۰ اسب بخار ترمز)                                              |                        | Le Mans prototype                                                  |
| Nemesis                                   | ۲۳۹ km/h                               | experimental                                            | ۲ بزرگسال               | na                                                                           | ۲۳۹ کیلومتر            | modified لوتوس اکسیج                                               |
| ریماک کانسپت وان                          | ۳۰۴ km/h                               | ۰–۱۰۰ km/h در ۲٫۸ ثانیه                                 | ۲ بزرگسال               | ۸۱۱ کیلووات (۱٬۰۸۸ اسب بخار ترمز)                                            | ۵۰۰ کیلومتر            | Rimac Automobile showcase in Croatia                               |
| Spark-Renault SRT 01E                     | ۲۵۰ کیلومتر بر ساعت (۱۵۵ مایل بر ساعت) | ۰–۱۰۰ کیلومتر بر ساعت (۶۲ مایل بر ساعت) in 3 seconds.   | single-seater           | 200 kW (268 hp)                                                              |                        | 2014–15 Formula E season                                           |
| Tango                                     | ۲۴۰ کیلومتر بر ساعت (۱۴۹ مایل بر ساعت) | ۰–۹۶ کیلومتر بر ساعت (۶۰ مایل بر ساعت) in 4 sec         | ۲                       | less than 3 hours; 80% capacity in around 10 minutes on a 200 amp AC service | ۱۲۸ کیلومتر (۸۰ مایل)  | Available, Tango T600 is less than half the width of a normal car. |
| Volar-e                                   | ۳۰۰ کیلومتر بر ساعت (۱۹۰ مایل بر ساعت) | ۰–۱۰۰ کیلومتر بر ساعت (۶۲ مایل بر ساعت) in 3.4 seconds. | ۲ بزرگسال               | ۷۴۶ کیلووات (۱٬۰۰۰ اسب بخار ترمز)، ۱٬۰۰۰ نیوتن متر (۷۳۸ پوند نیرو-فوت)       | ۲۰۰ کیلومتر (۱۲۴ مایل) | experimental                                                       |
| VW Beetle dragster                        | ۳۰۰ کیلومتر بر ساعت (۱۸۶ مایل بر ساعت) | ۰–۱۰۰ کیلومتر بر ساعت (۶۲ مایل بر ساعت) in 1.6 seconds. | نامعلوم                 | نامشخص                                                                       | ۳۰۰ کیلومتر (۱۸۶ مایل) | 2 experimental                                                     |
| ZAP Alias                                 | ۲۵۱ کیلومتر بر ساعت (۱۵۶ مایل بر ساعت) | ۰–۶۰ کیلومتر بر ساعت (۳۷ مایل بر ساعت) in 5.7 seconds.  | نامعلوم                 | نامشخص                                                                       | ۱۶۰ کیلومتر (۹۹ مایل)  | 2 experimental                                                     |

## نگارخانه

ریماک کانسپت
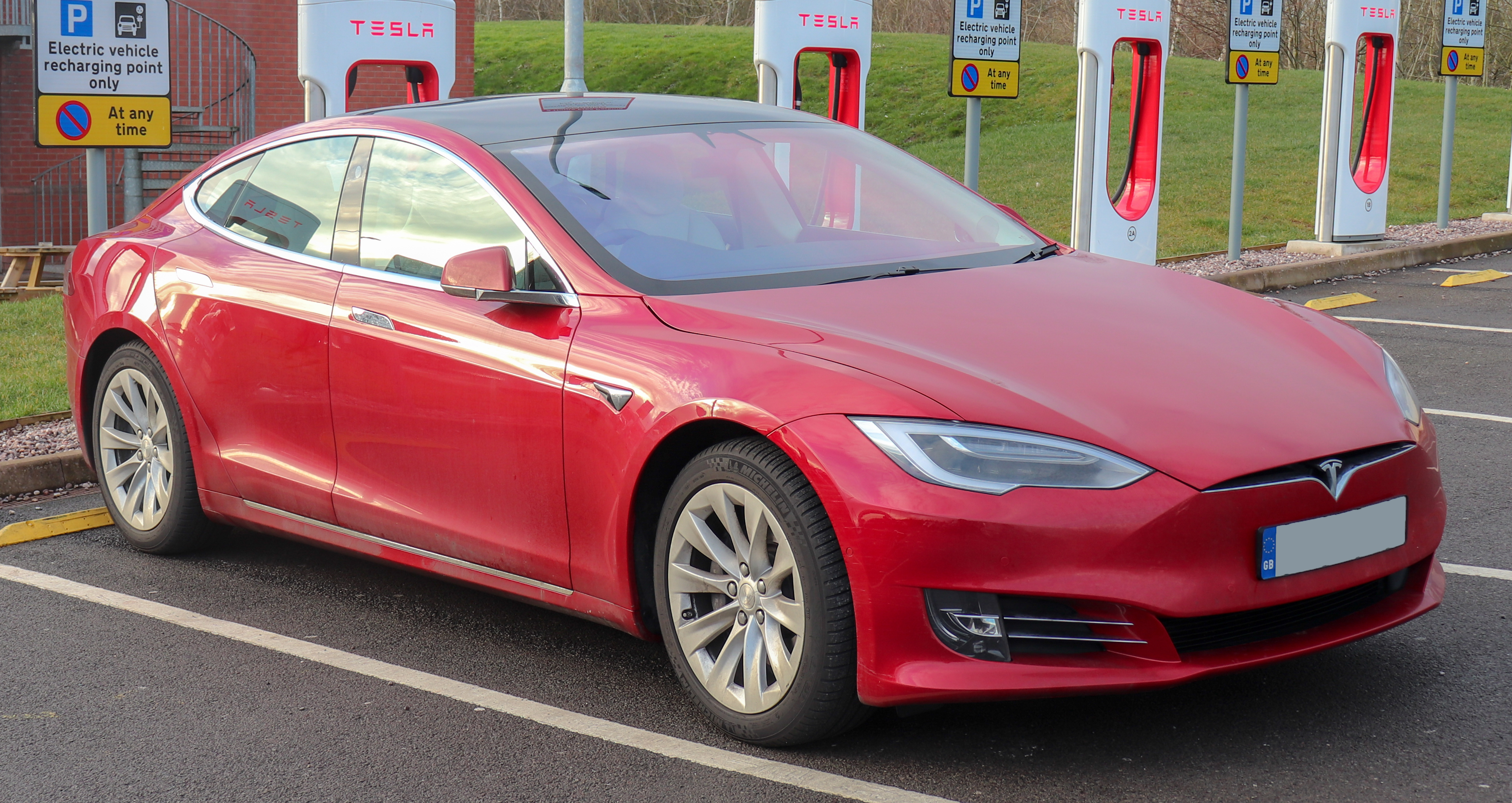
تسلا مدل اس
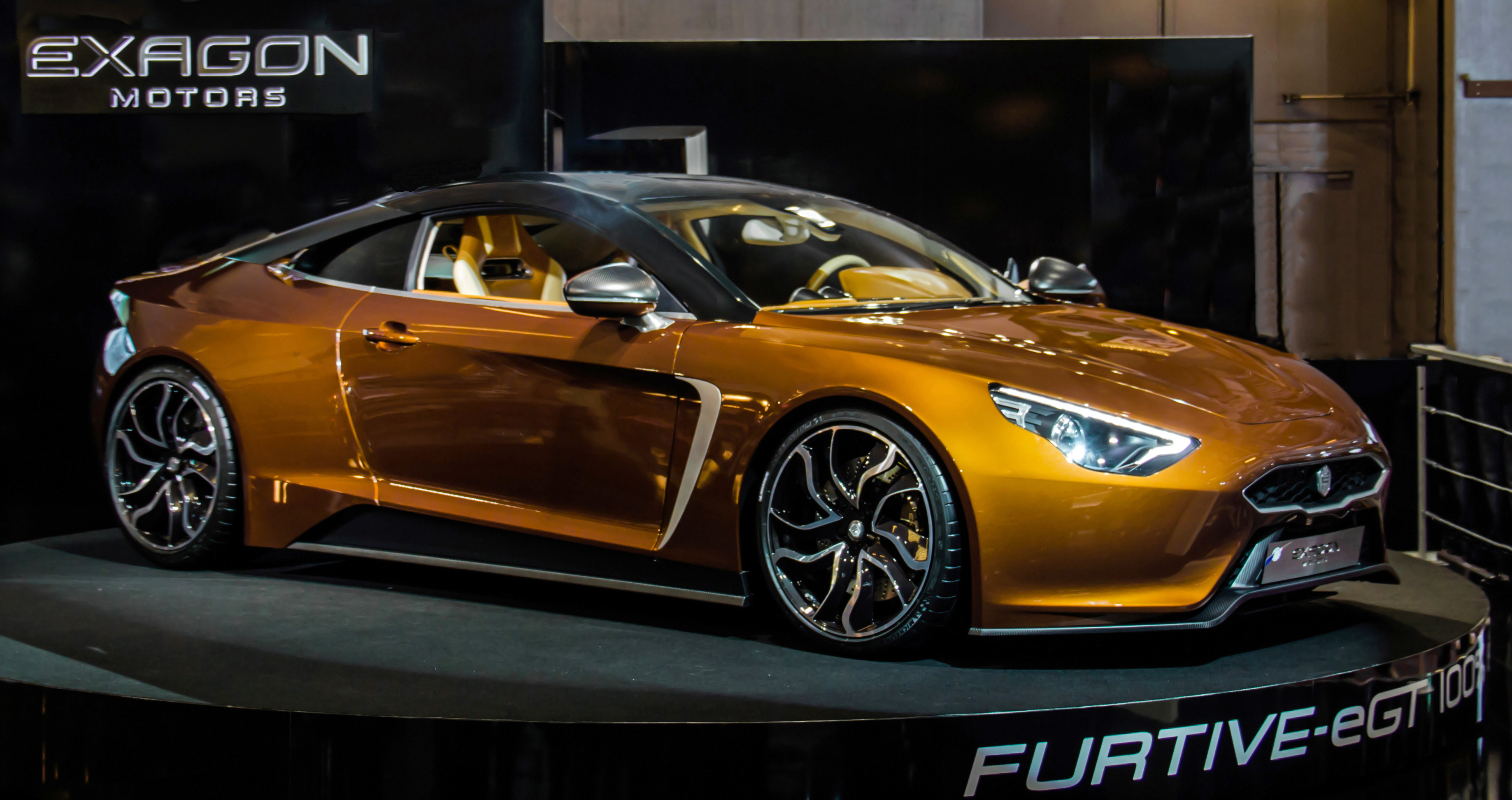
اکساگون ای‌جی‌تی
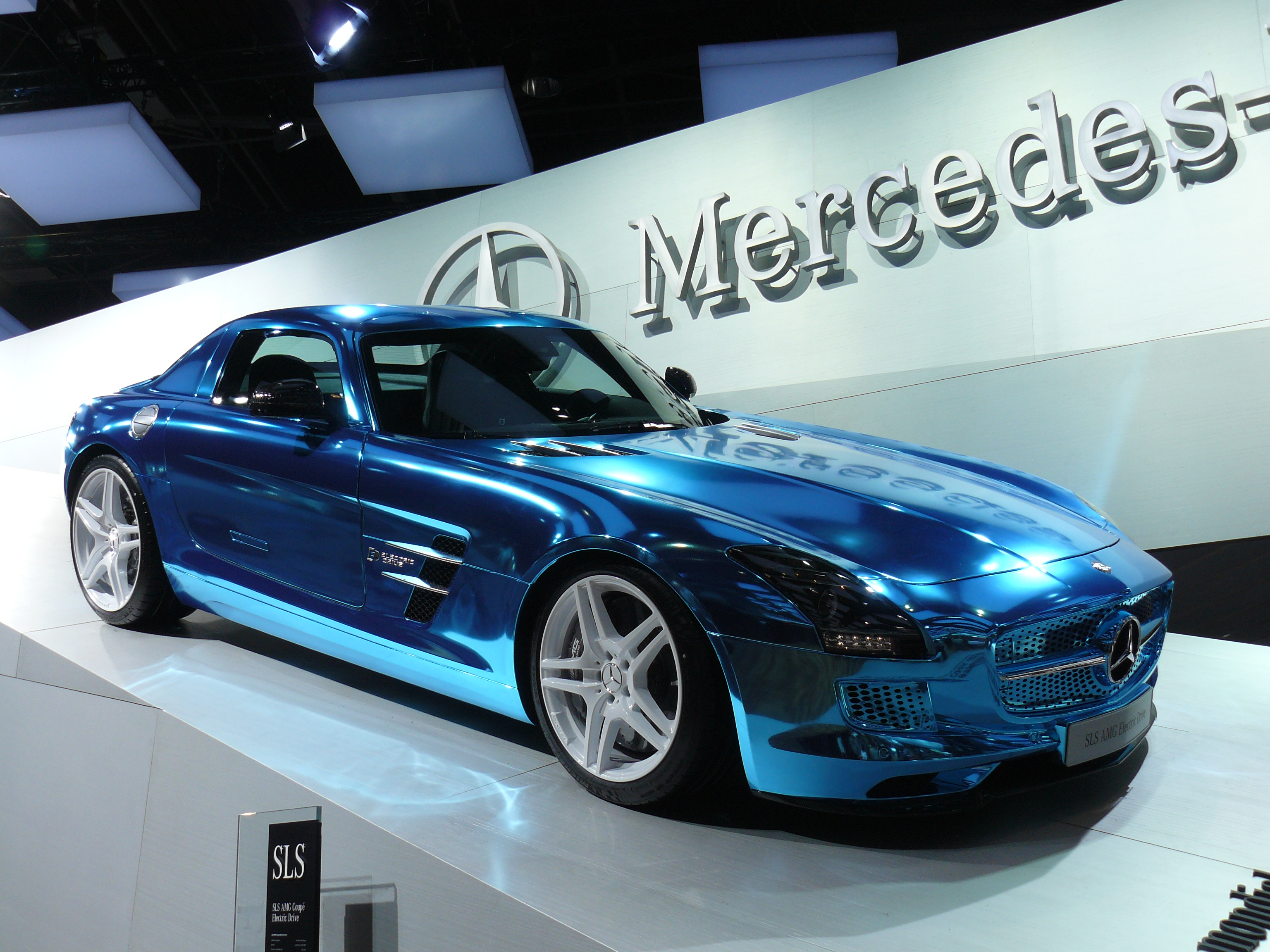
مرسدس بنز اس‌ال‌اس
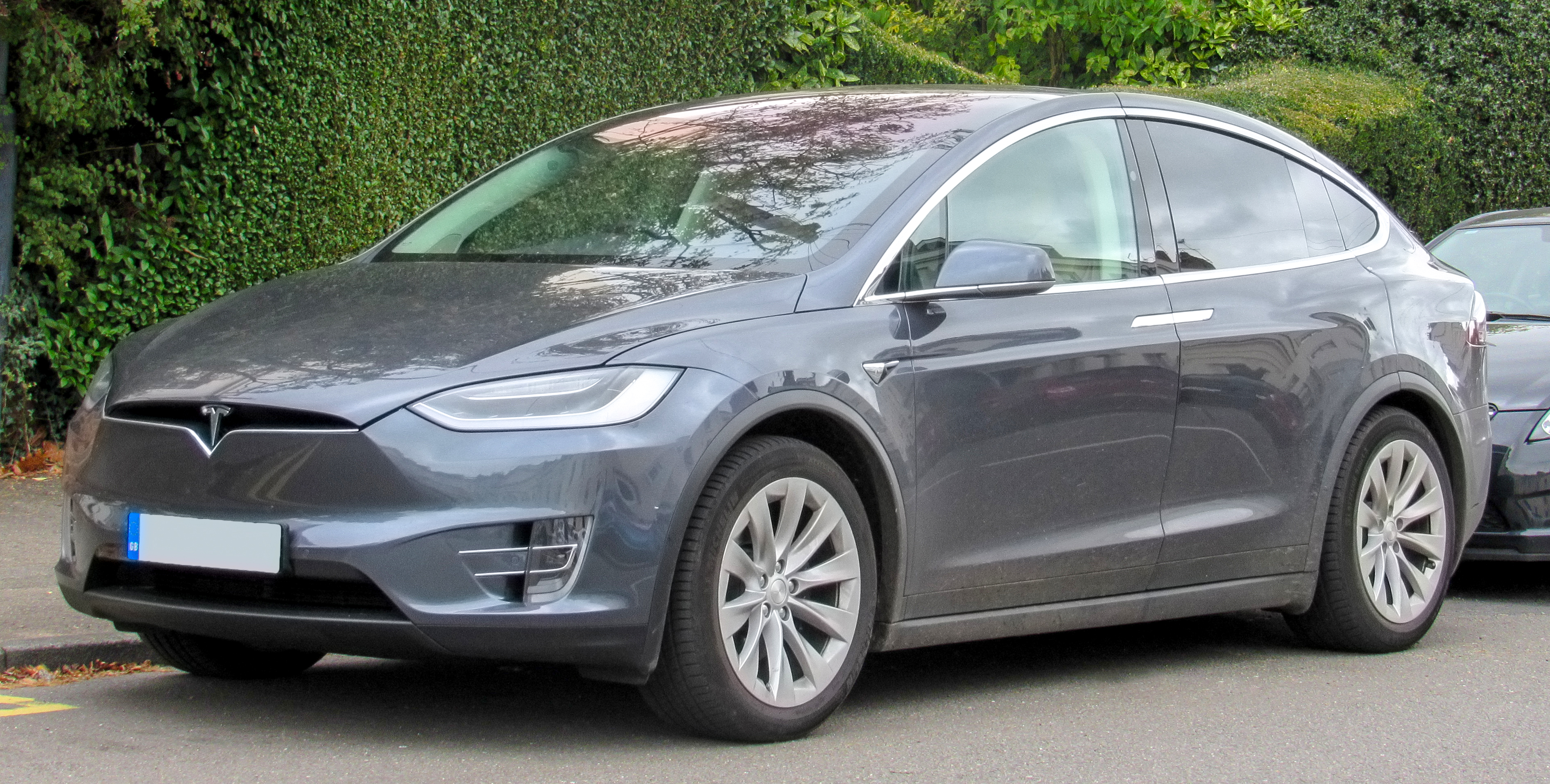
تسلا مدل ایکس
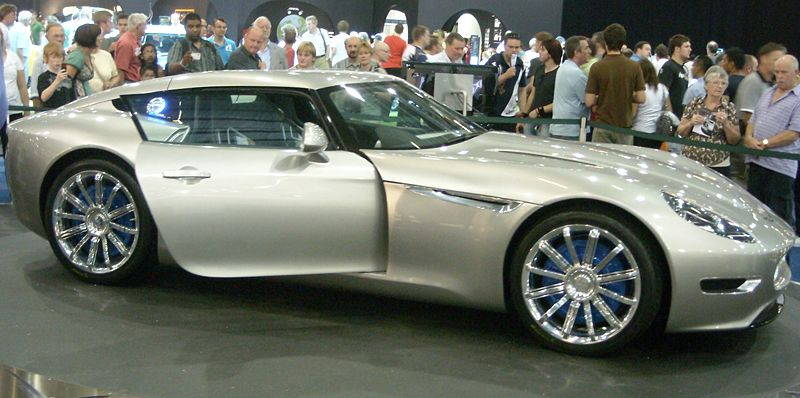
لایتنینگ جی‌تی
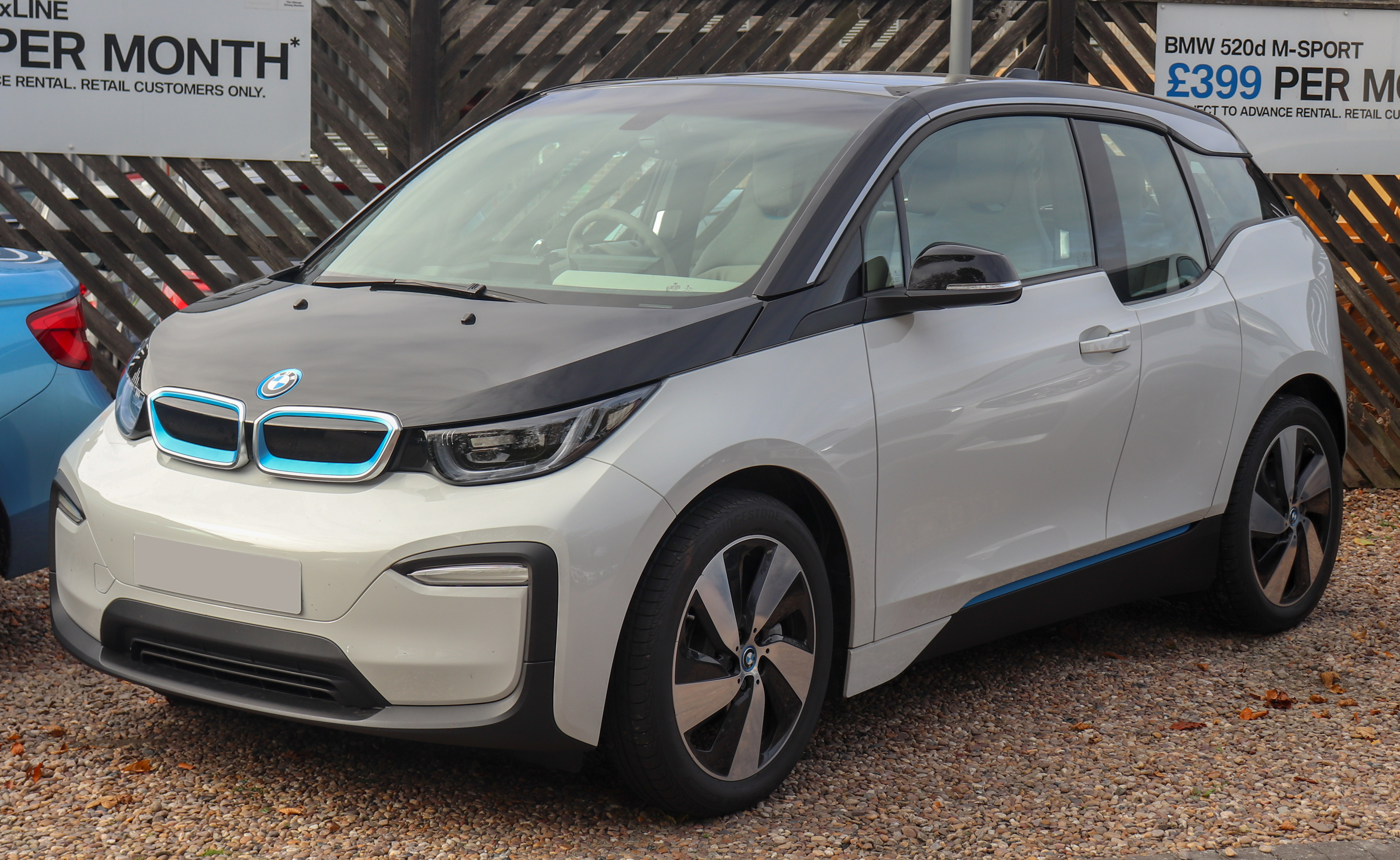
ب‌ام‌و آی۳
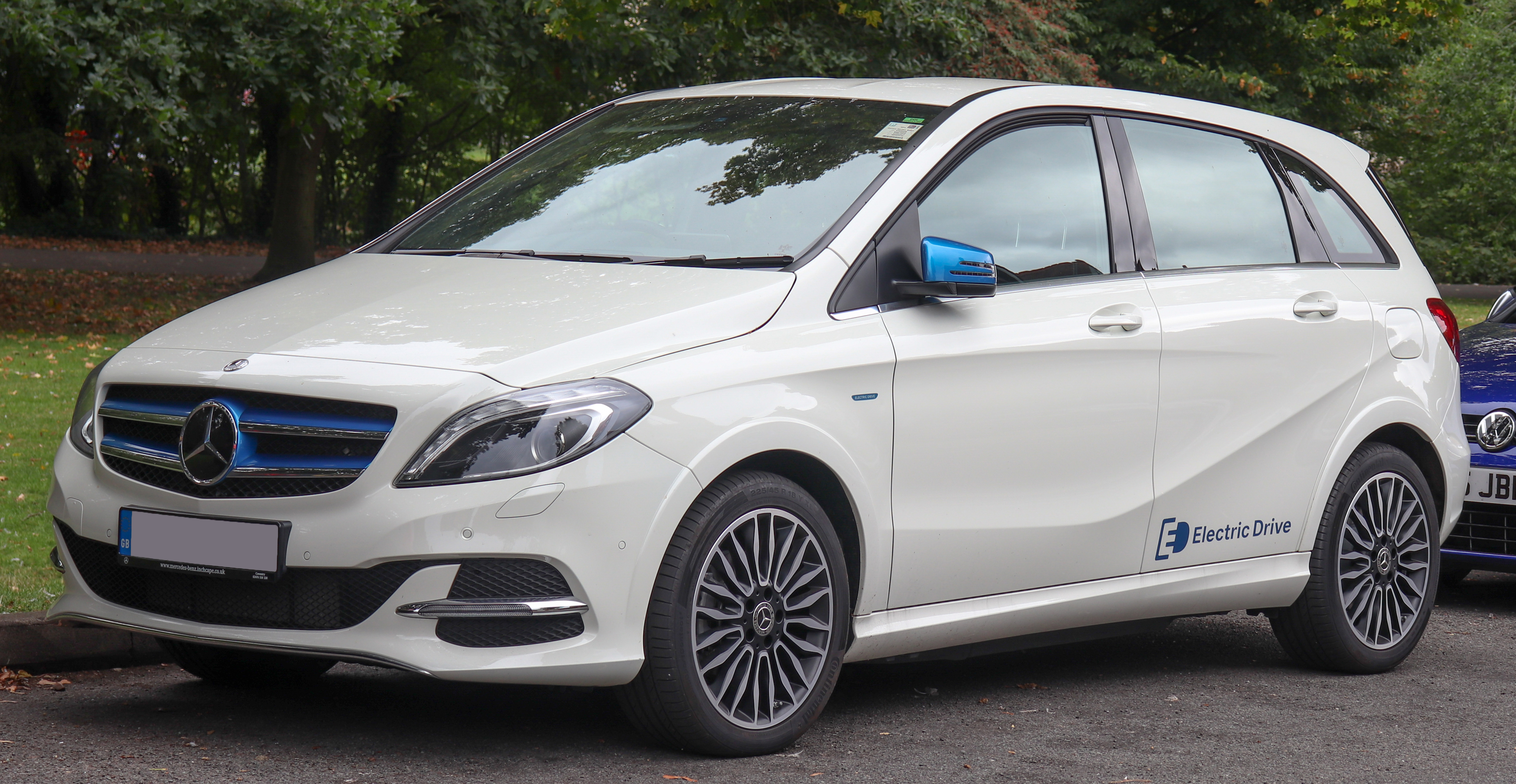
مرسدس بنز کلاس بی
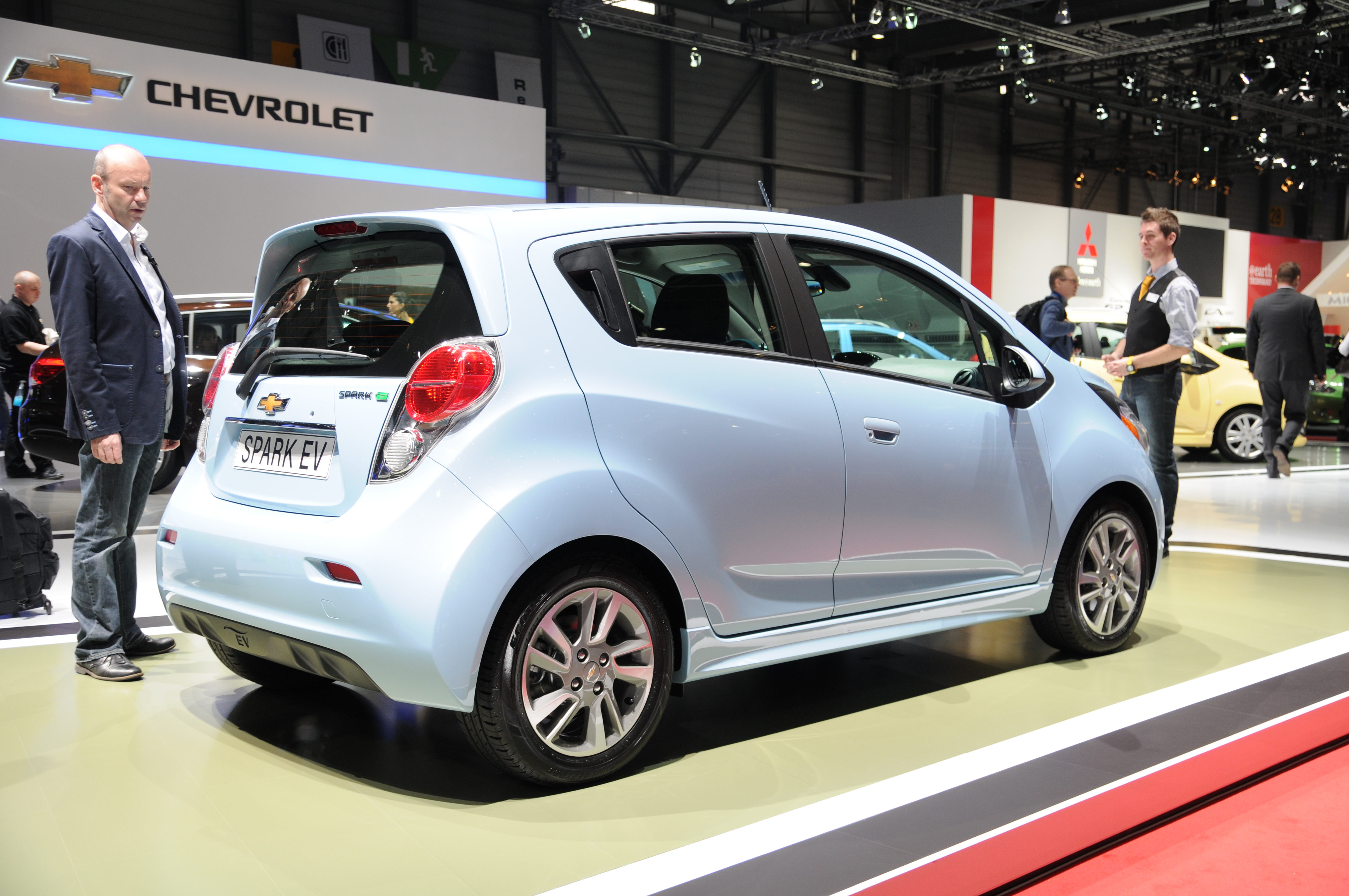
شورولت اسپارک
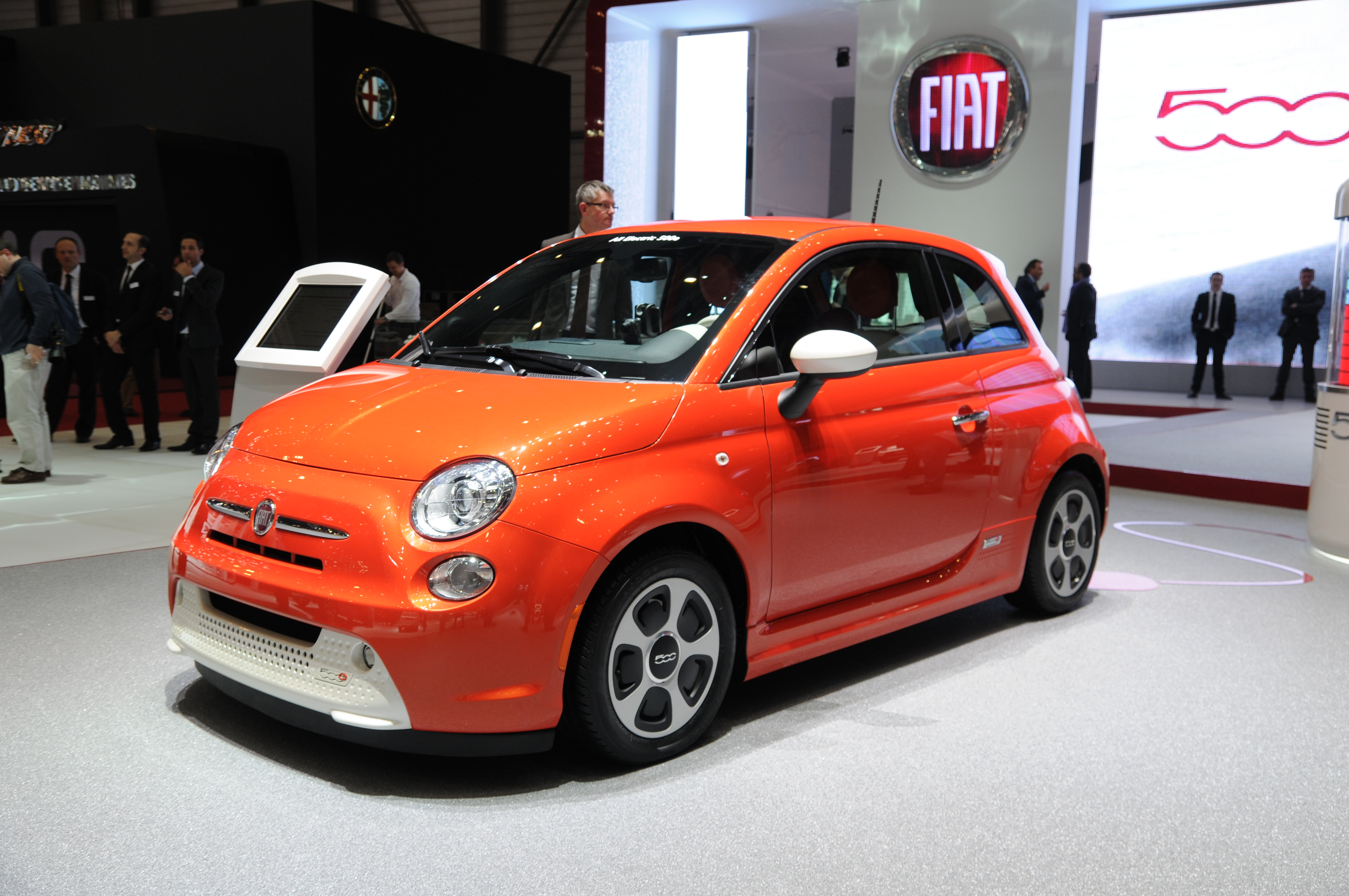
فیات ۵۰۰ای
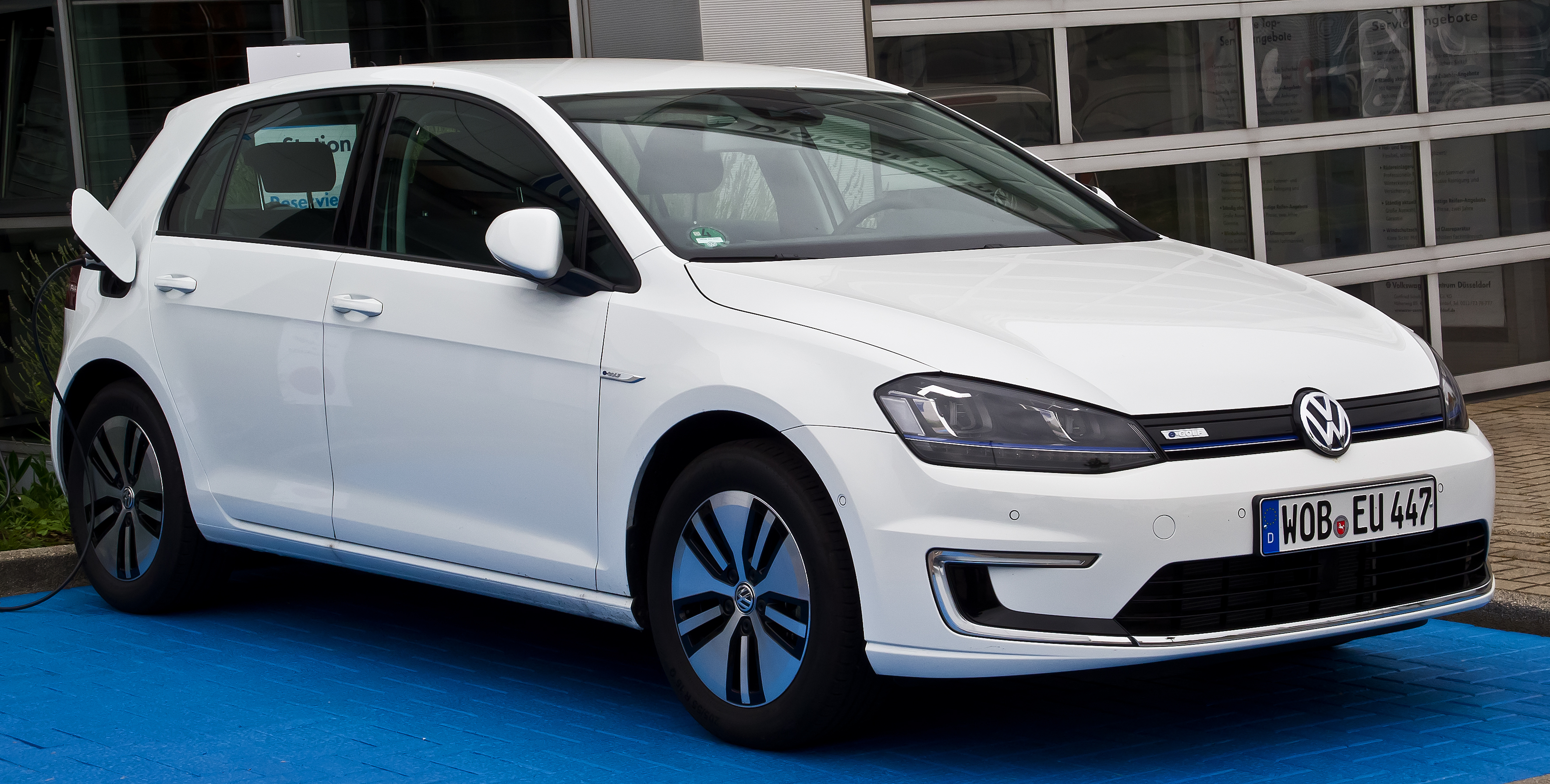
فولکس‌واگن ای‌گلف
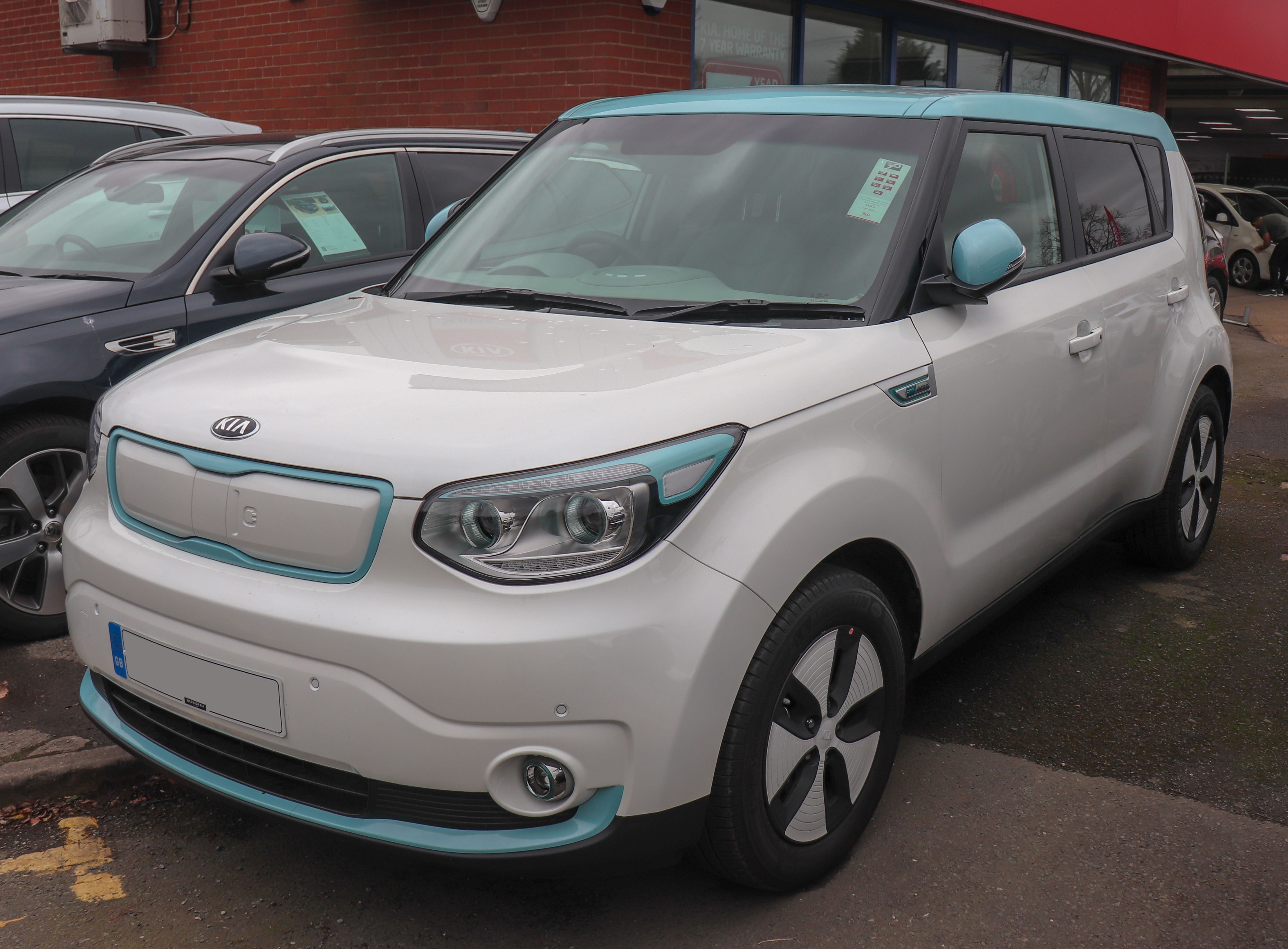
کیا سول ای‌وی
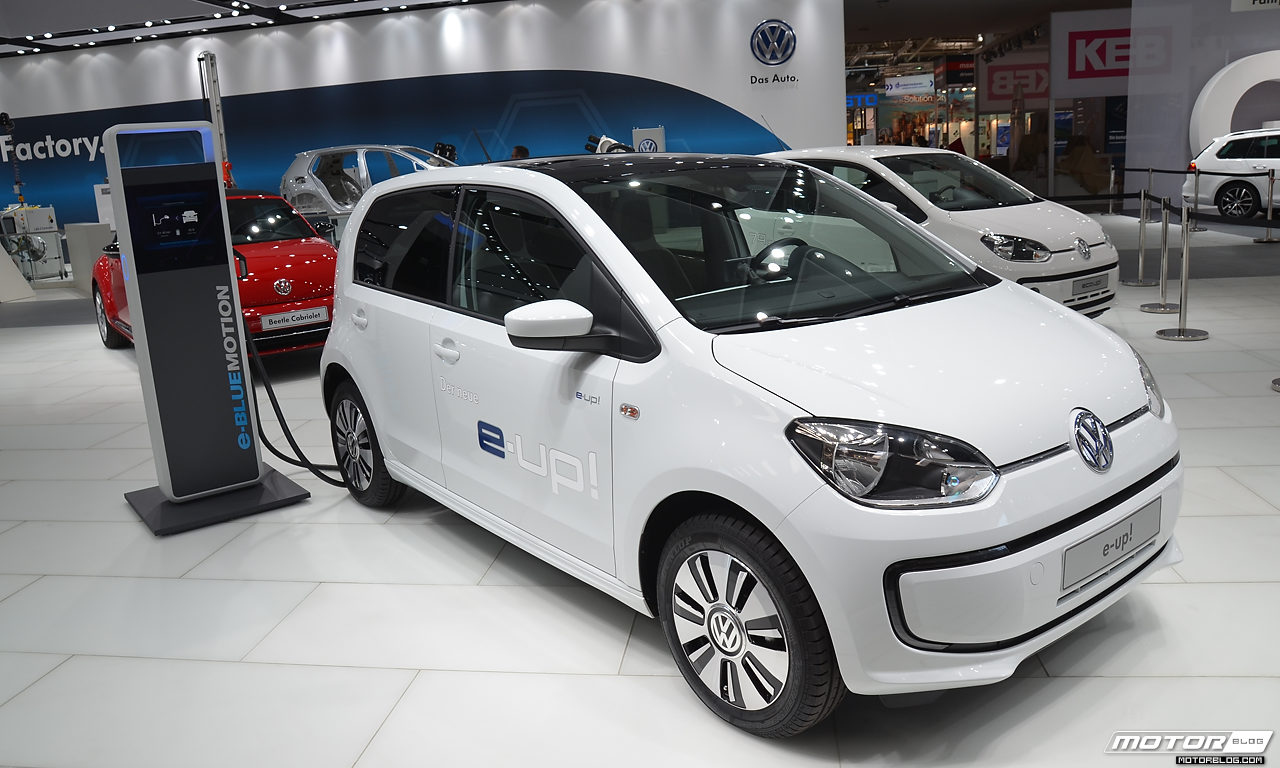
فولکس واگن ای‌آپ
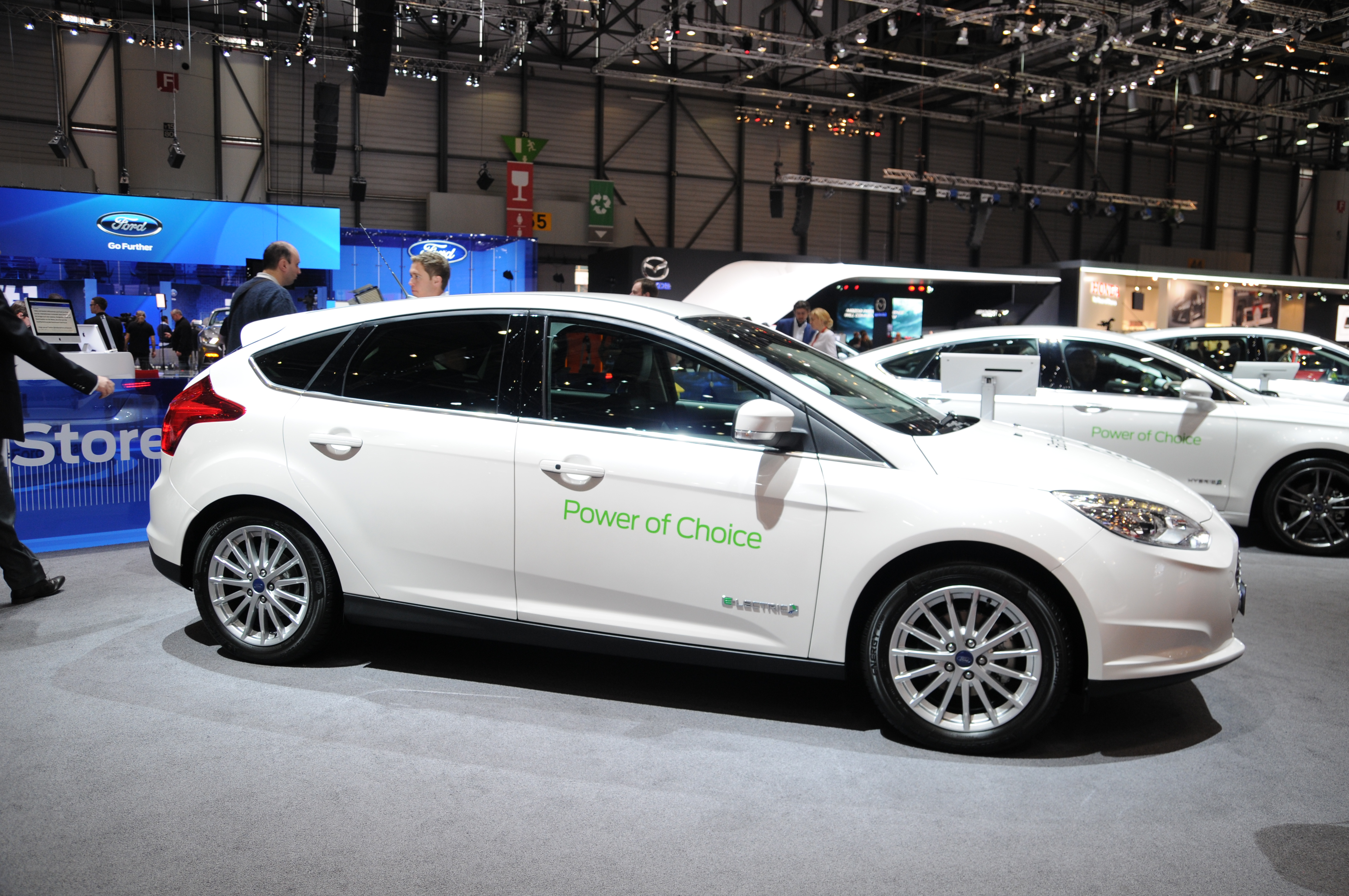
فورد فوکوس
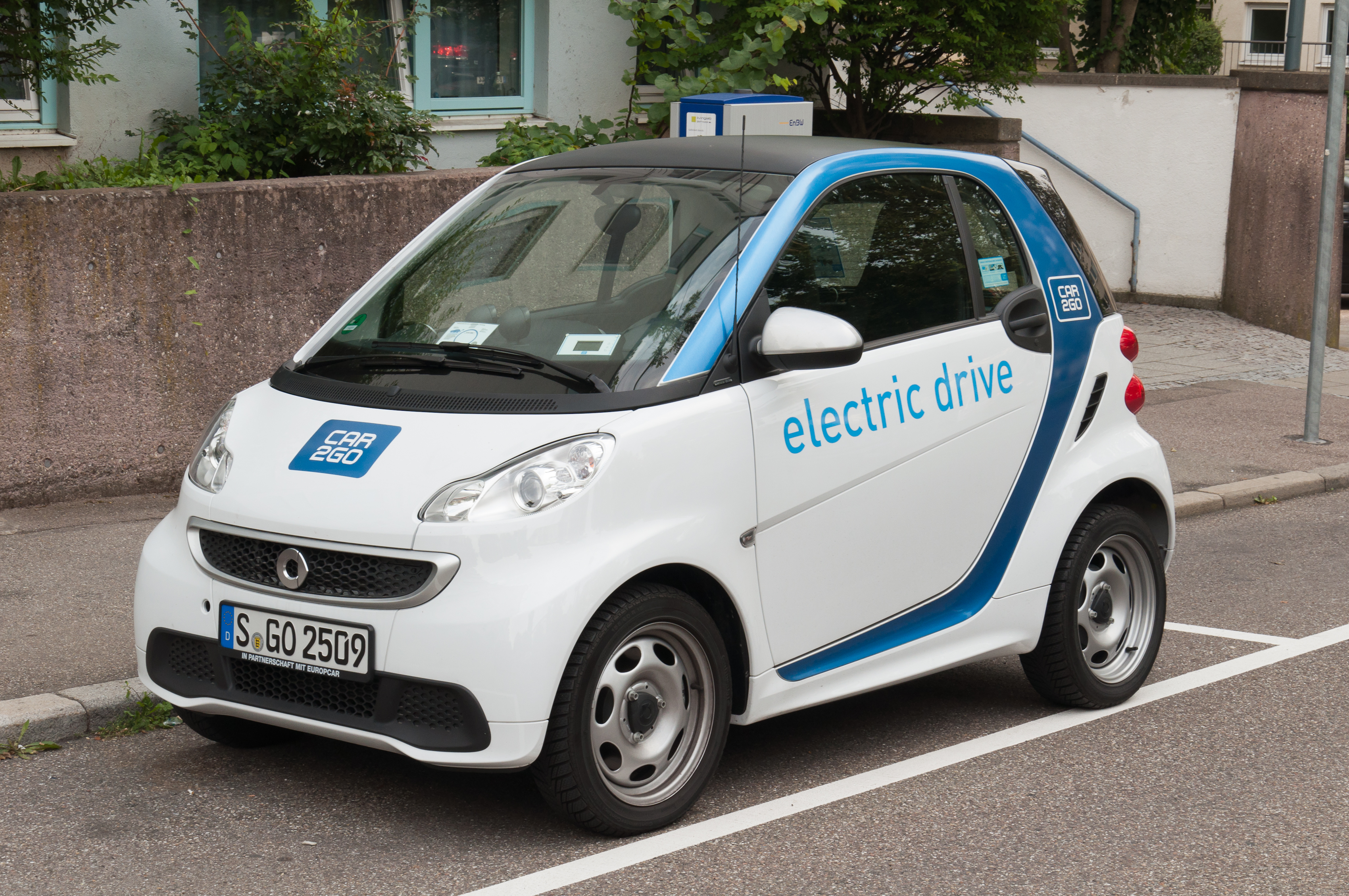
اسمارت ای‌دی
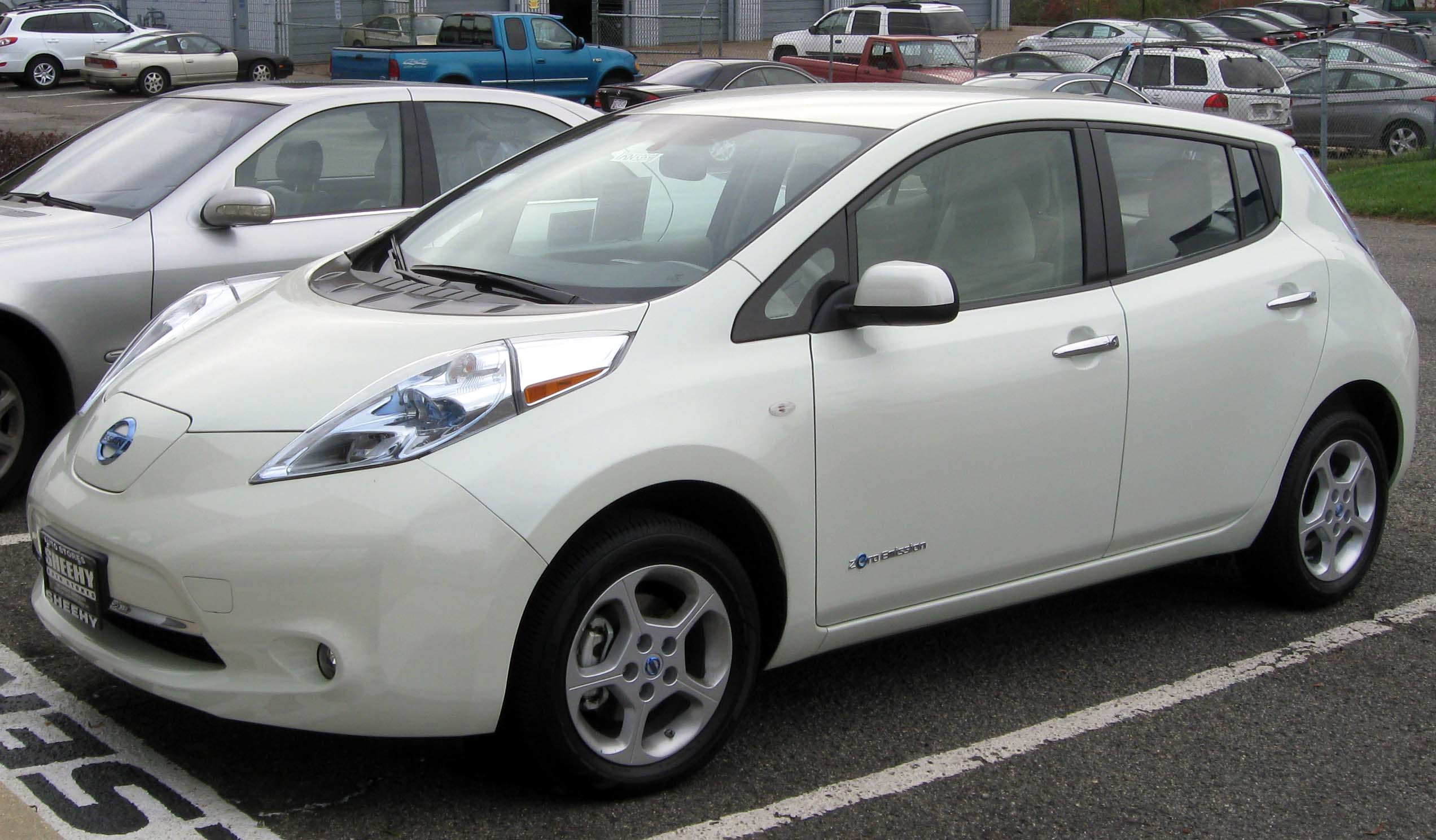
نیسان لیف
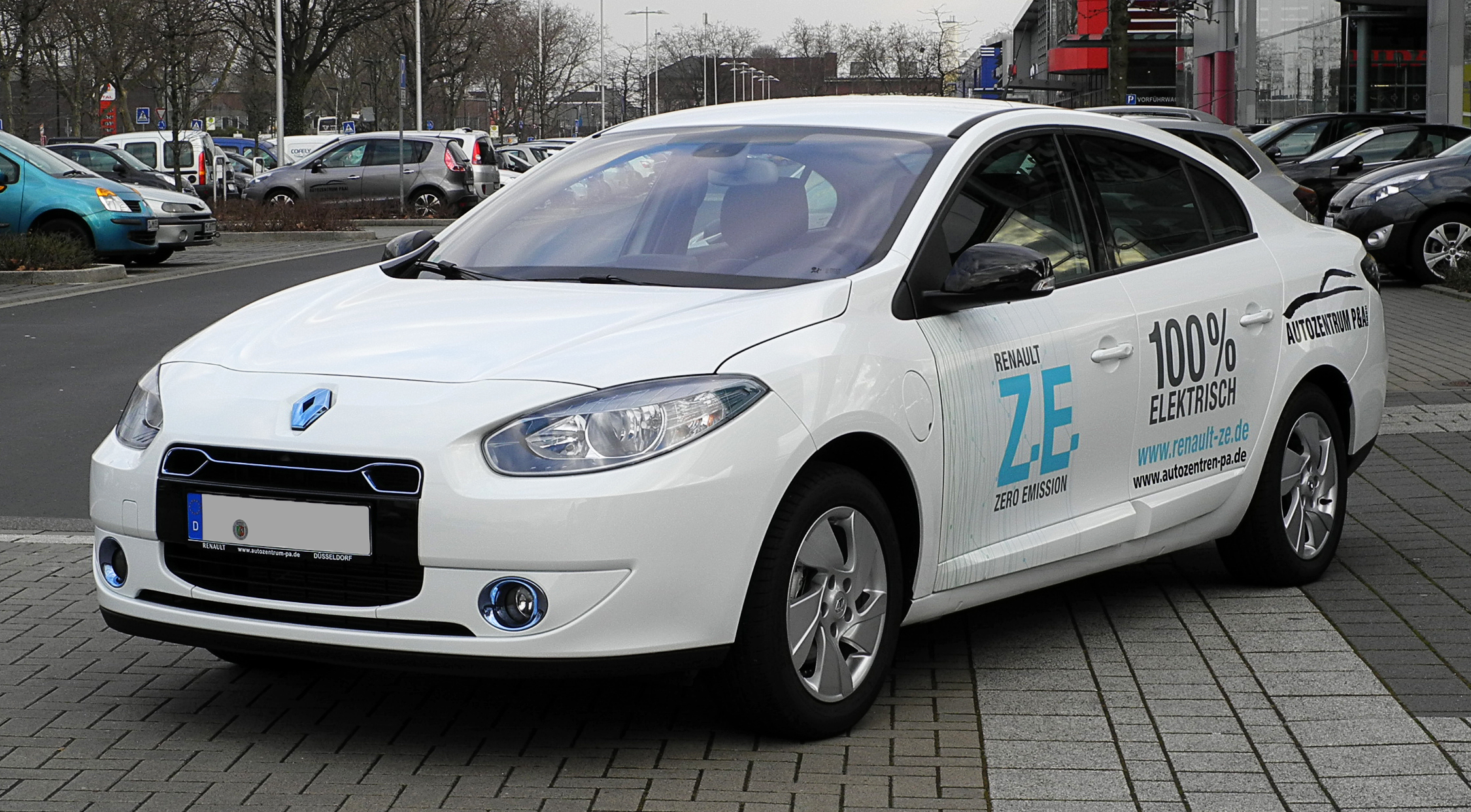
رنو فلوئنس زدئی
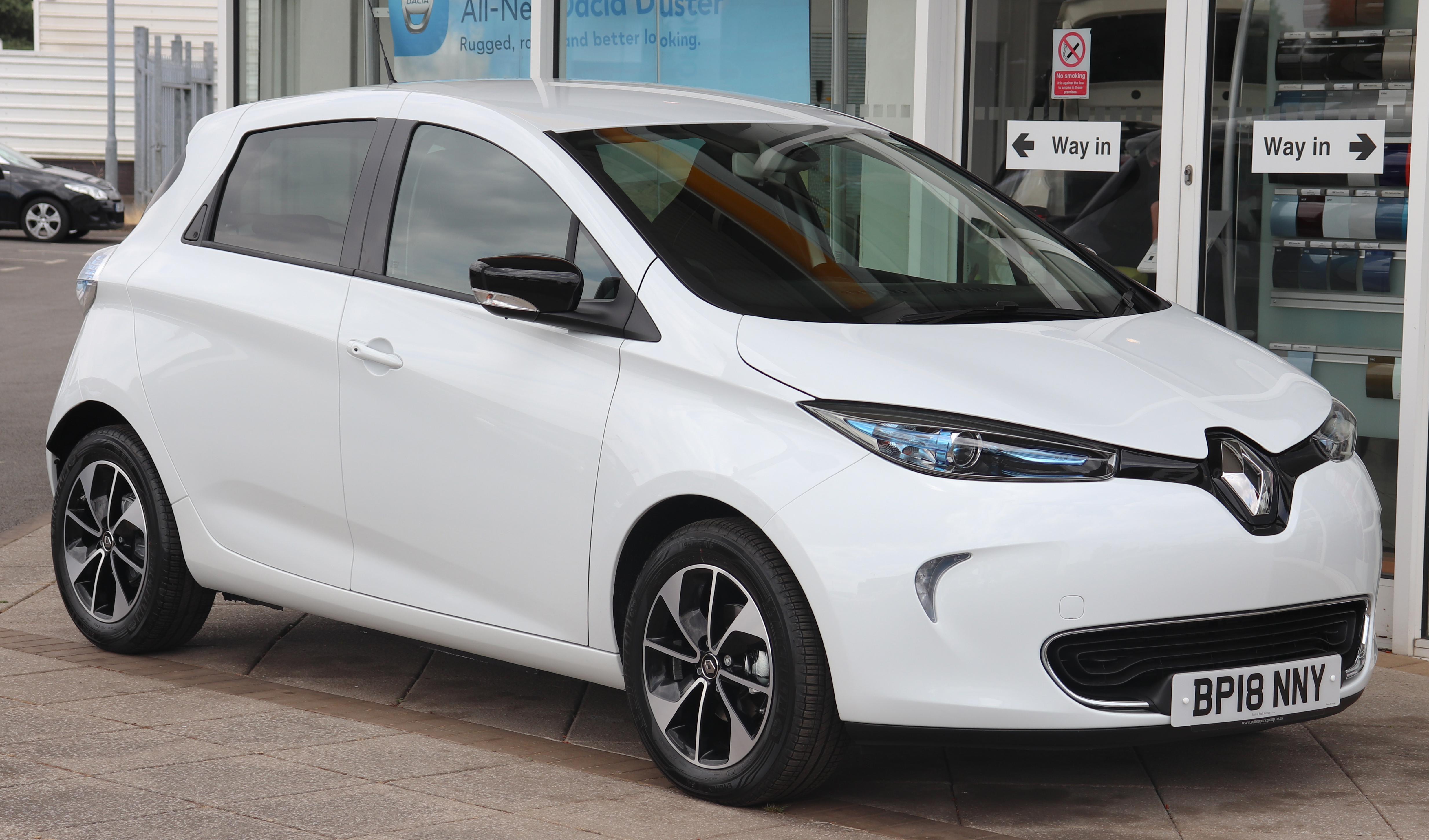
رنو زوئی
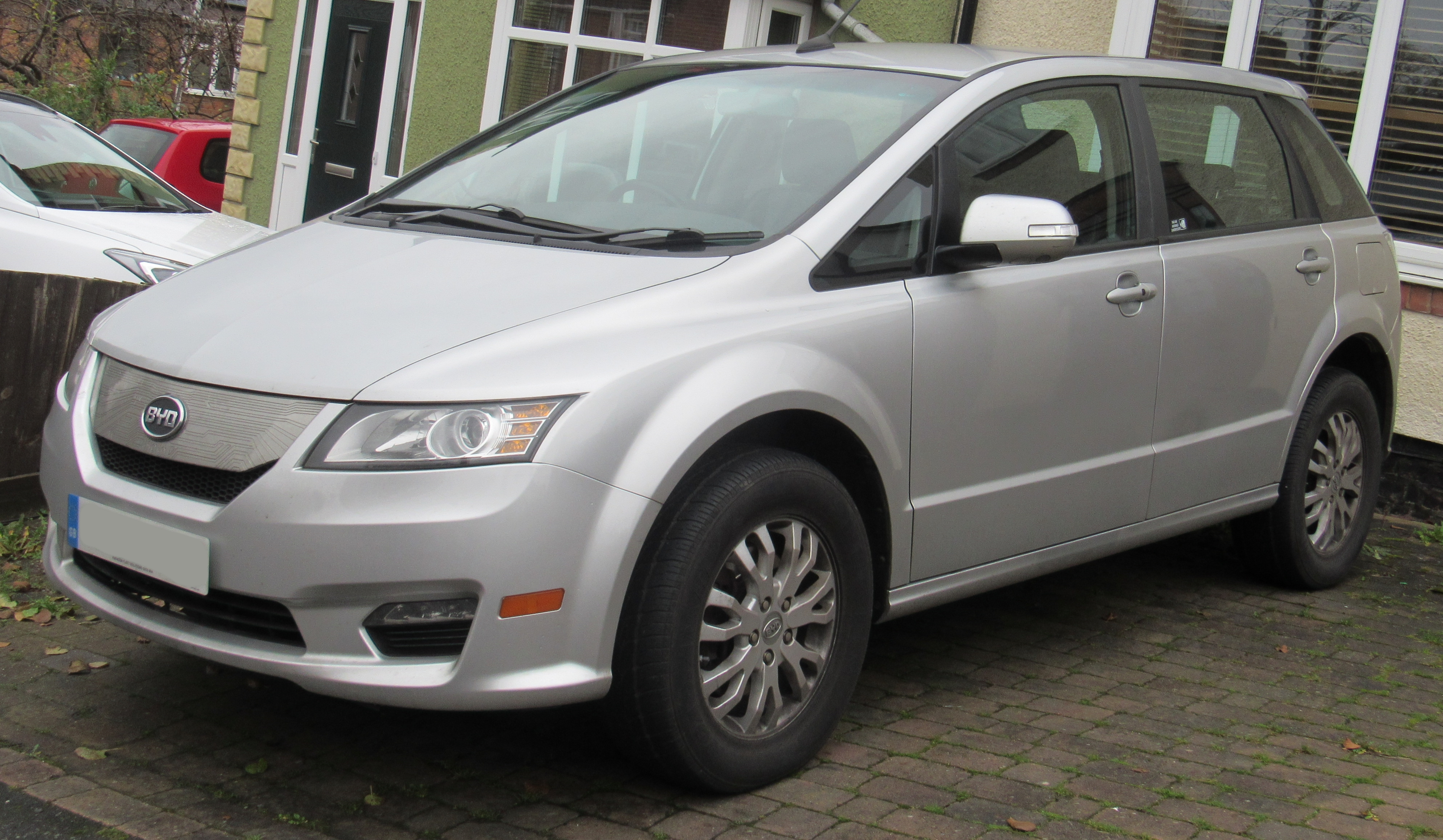
بی‌وای‌دی ای۶
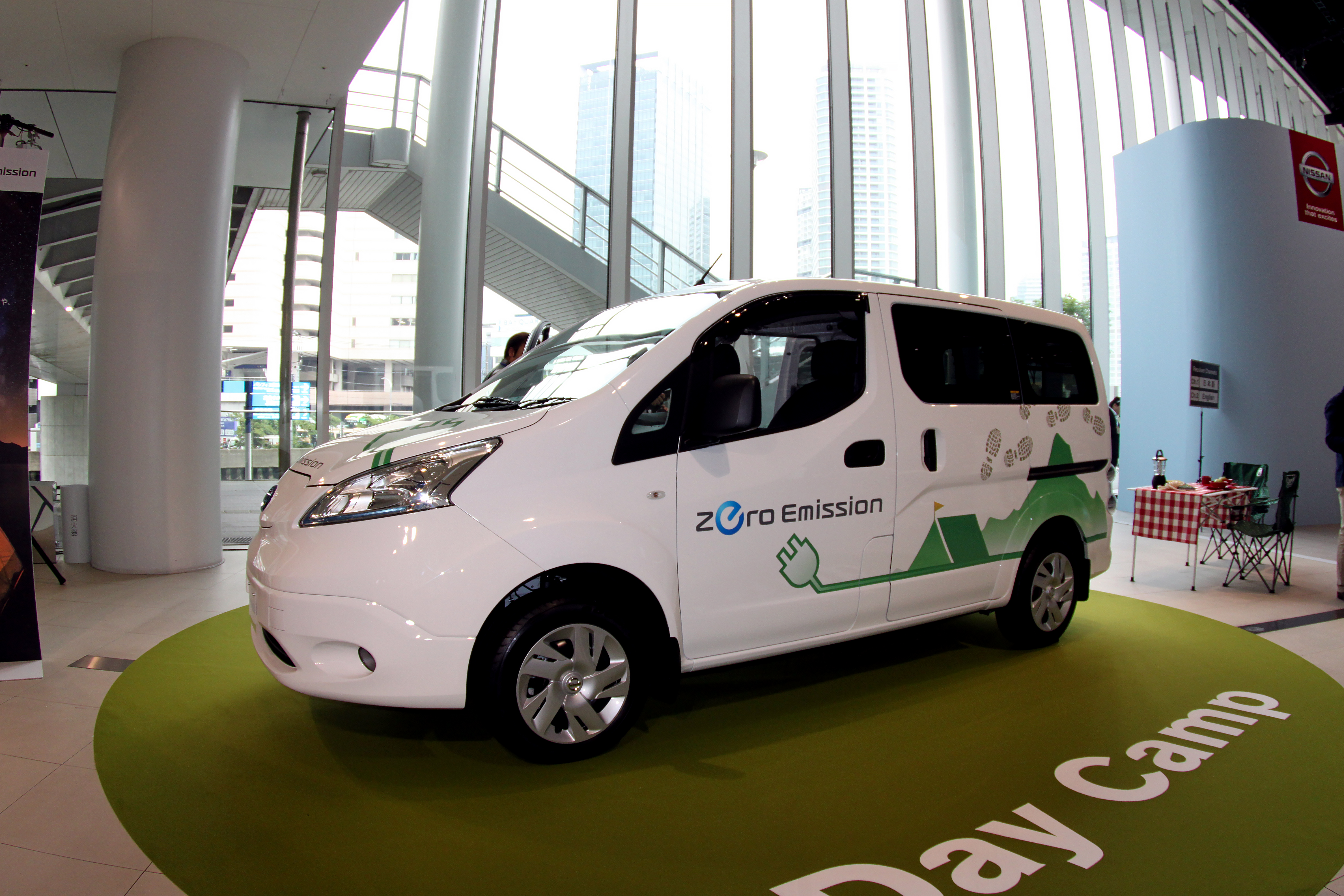
نیسان ای‌ان‌وی۲۰۰
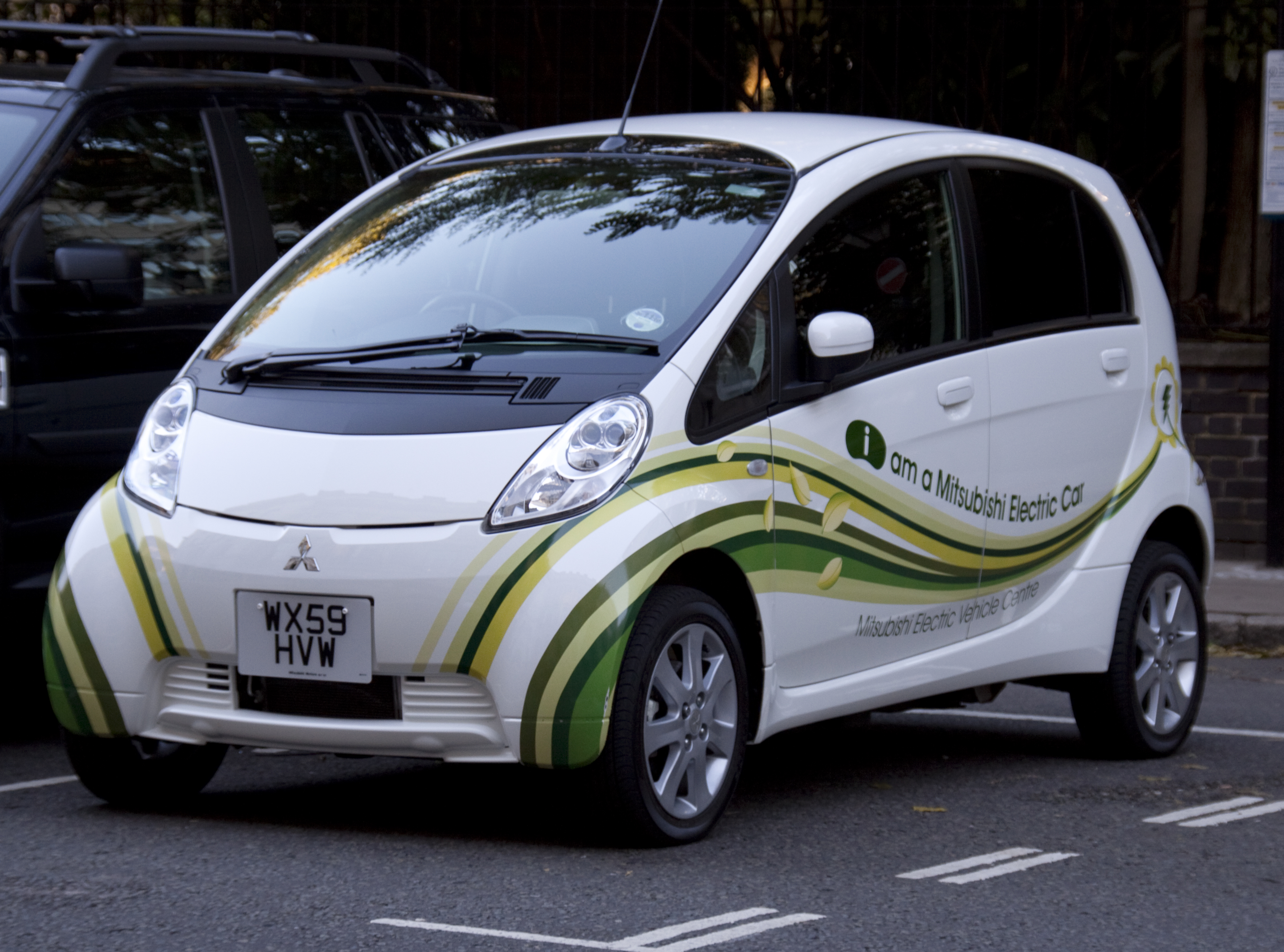
میتسوبیشی آی
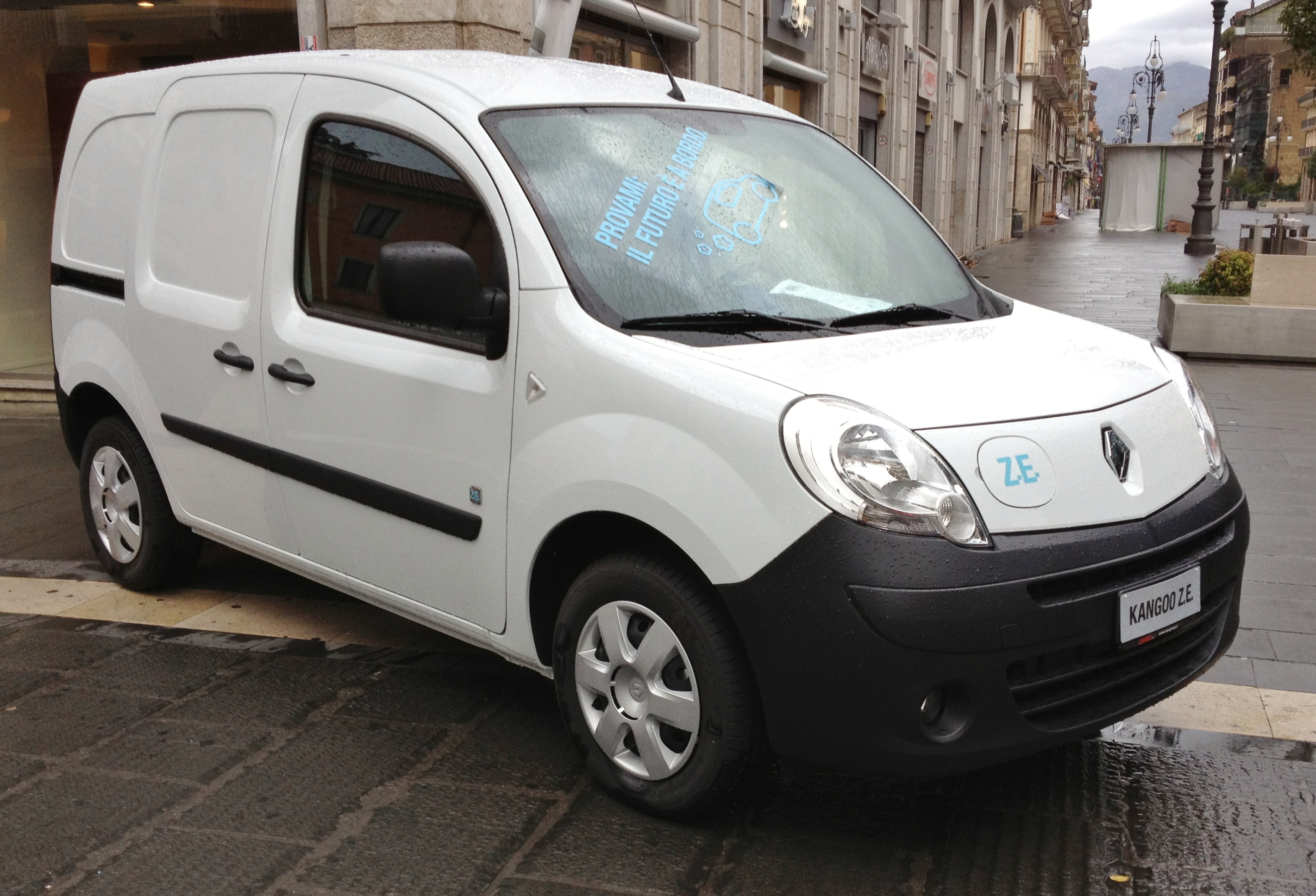
رنو کانگو
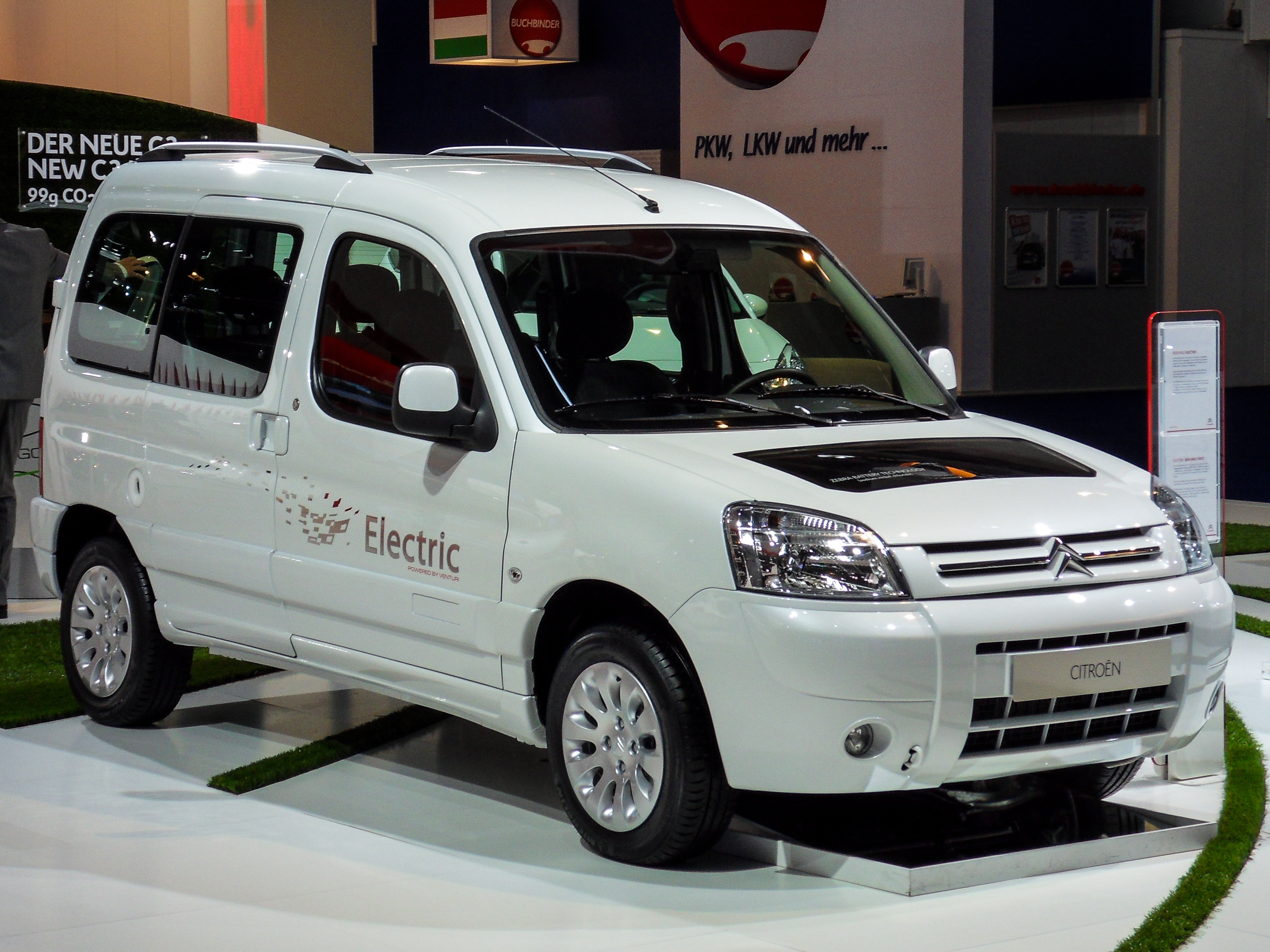
سیتروئن برلینگو
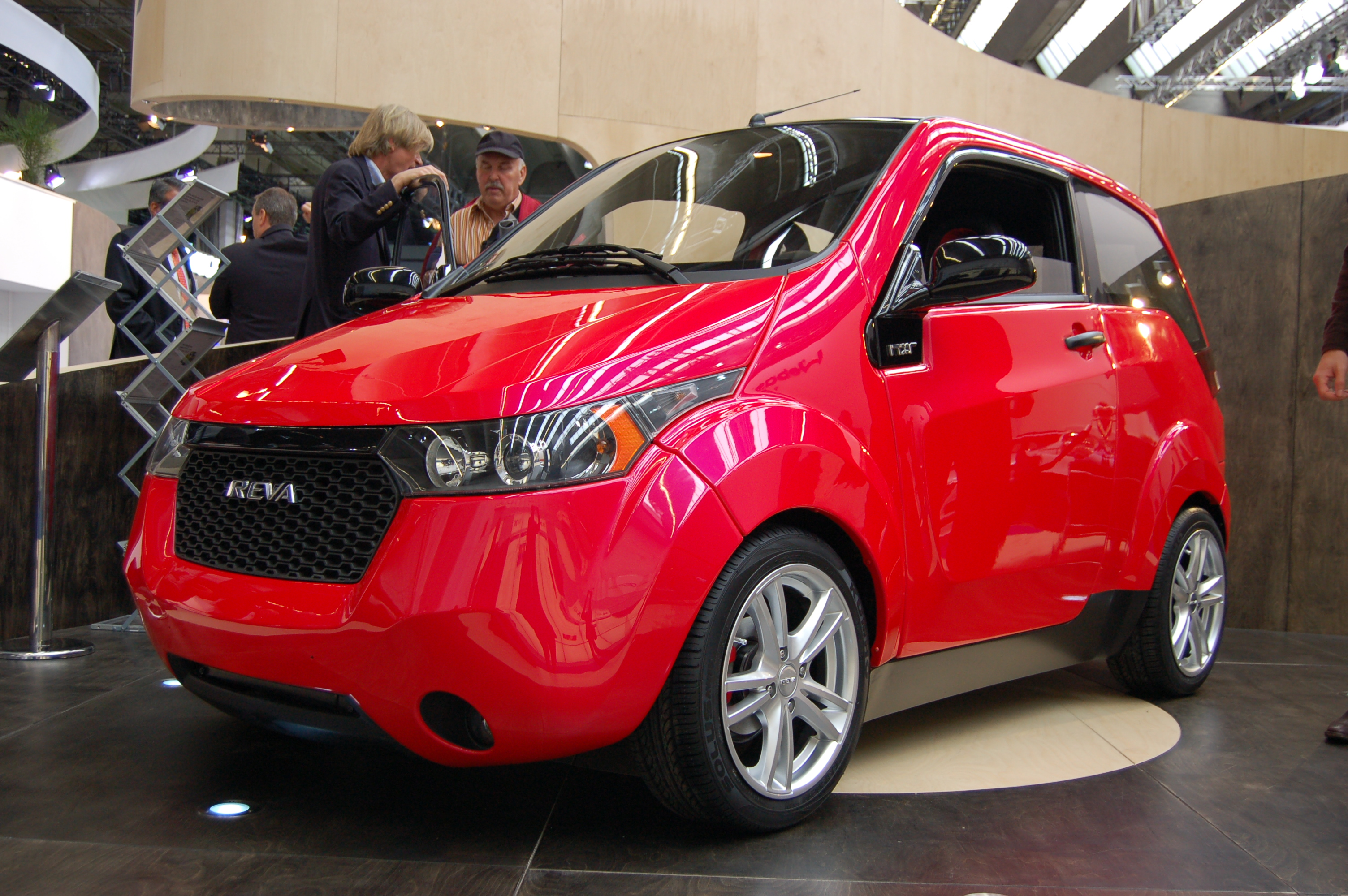
ماهیندرا ای۲۰
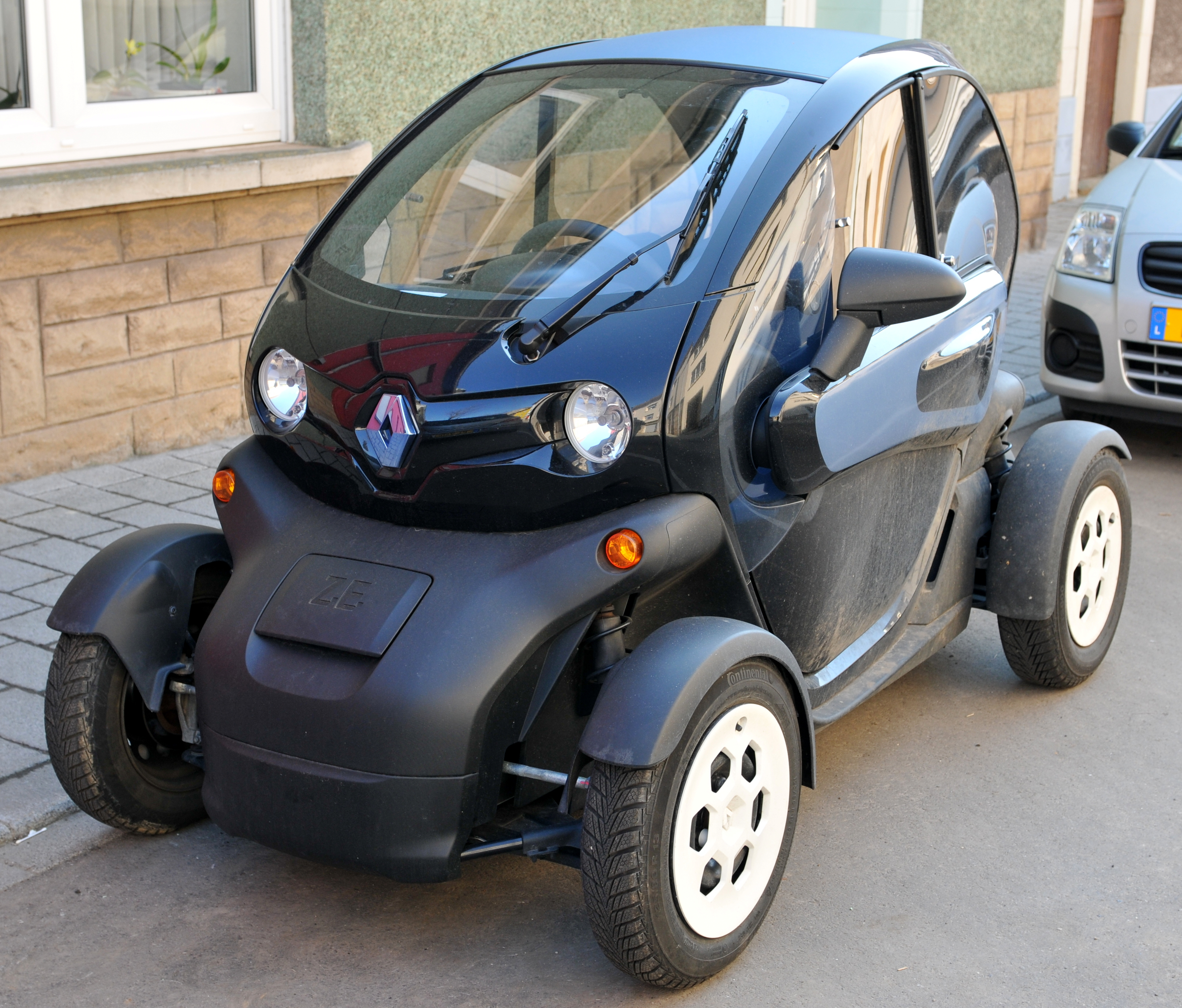
رنو تویزی